# Lista de asteroides (348001-349000)
Esta é uma lista parcial de asteroides, do asteroide número 348001 até o 349000, inclusive. Veja também o índice com todas as listas disponíveis.

| Objeto Próximos à Terra | Cinturão de asteroides (interno) | Cinturão de asteroides (externo) | Centauro       |
| Cruzador de Marte       | Cinturão de asteroides (meio)    | Troianos de Júpiter              | Transnetuniano |

Veja mais dados de cada asteroide na ligação externa para o Minor Planet Center na última coluna.
Índice: 348001... 348101... 348201... 348301... 348401... 348501... 348601... 348701... 348801... 348901... 

## 348001–348100
| Designação        | Designação | Descoberta  | Descoberta    | Descobridor(es) | Categoria | Mais informações / Referência |
| Permanente        | Provisória | Data        | Local         | Descobridor(es) | Categoria | Mais informações / Referência |
| ----------------- | ---------- | ----------- | ------------- | --------------- | --------- | ----------------------------- |
| 348001            | 2003 SY213 | 26 set 2003 | Desert Eagle  | W. K. Y. Yeung  | —         | MPC                           |
| 348002            | 2003 SE239 | 18 set 2003 | Kitt Peak     | Spacewatch      | —         | MPC                           |
| 348003            | 2003 SR246 | 26 set 2003 | Socorro       | LINEAR          | —         | MPC                           |
| 348004            | 2003 SL252 | 26 set 2003 | Socorro       | LINEAR          | —         | MPC                           |
| 348005            | 2003 SP255 | 27 set 2003 | Kitt Peak     | Spacewatch      | —         | MPC                           |
| 348006            | 2003 SG258 | 28 set 2003 | Kitt Peak     | Spacewatch      | —         | MPC                           |
| 348007            | 2003 SB266 | 29 set 2003 | Socorro       | LINEAR          | —         | MPC                           |
| 348008            | 2003 SE266 | 29 set 2003 | Socorro       | LINEAR          | —         | MPC                           |
| 348009            | 2003 SB276 | 29 set 2003 | Kitt Peak     | Spacewatch      | —         | MPC                           |
| 348010            | 2003 SJ278 | 21 set 2003 | Anderson Mesa | LONEOS          | —         | MPC                           |
| 348011            | 2003 SX287 | 30 set 2003 | Socorro       | LINEAR          | —         | MPC                           |
| 348012            | 2003 SL288 | 28 set 2003 | Desert Eagle  | W. K. Y. Yeung  | —         | MPC                           |
| 348013            | 2003 SO299 | 29 set 2003 | Socorro       | LINEAR          | —         | MPC                           |
| 348014            | 2003 SG304 | 17 set 2003 | Palomar       | NEAT            | —         | MPC                           |
| 348015            | 2003 ST323 | 16 set 2003 | Kitt Peak     | Spacewatch      | —         | MPC                           |
| 348016            | 2003 SV325 | 18 set 2003 | Kitt Peak     | Spacewatch      | —         | MPC                           |
| 348017            | 2003 SL330 | 26 set 2003 | Apache Point  | SDSS            | —         | MPC                           |
| 348018            | 2003 SF334 | 22 set 2003 | Kitt Peak     | Spacewatch      | —         | MPC                           |
| 348019            | 2003 SQ335 | 26 set 2003 | Apache Point  | SDSS            | —         | MPC                           |
| 348020            | 2003 SE339 | 26 set 2003 | Apache Point  | SDSS            | —         | MPC                           |
| 348021            | 2003 SU372 | 26 set 2003 | Apache Point  | SDSS            | —         | MPC                           |
| 348022            | 2003 SA392 | 26 set 2003 | Apache Point  | SDSS            | —         | MPC                           |
| 348023            | 2003 SR427 | 29 set 2003 | Kitt Peak     | Spacewatch      | —         | MPC                           |
| 348024            | 2003 TX5   | 3 out 2003  | Kitt Peak     | Spacewatch      | —         | MPC                           |
| 348025            | 2003 TS6   | 1 out 2003  | Anderson Mesa | LONEOS          | —         | MPC                           |
| 348026            | 2003 TV16  | 27 set 2003 | Socorro       | LINEAR          | —         | MPC                           |
| 348027            | 2003 TD50  | 3 out 2003  | Haleakalā     | NEAT            | —         | MPC                           |
| 348028            | 2003 UD4   | 16 out 2003 | Palomar       | NEAT            | —         | MPC                           |
| 348029            | 2003 UG4   | 16 out 2003 | Palomar       | NEAT            | —         | MPC                           |
| 348030            | 2003 UK16  | 16 out 2003 | Anderson Mesa | LONEOS          | —         | MPC                           |
| 348031            | 2003 UT18  | 22 set 2003 | Anderson Mesa | LONEOS          | —         | MPC                           |
| 348032            | 2003 UM20  | 21 out 2003 | Anderson Mesa | LONEOS          | —         | MPC                           |
| 348033            | 2003 UO22  | 20 out 2003 | Socorro       | LINEAR          | —         | MPC                           |
| 348034 Deslorieux | 2003 UJ26  | 24 out 2003 | Le Creusot    | J.-C. Merlin    | —         | MPC                           |
| 348035            | 2003 UV28  | 22 out 2003 | Kitt Peak     | Spacewatch      | —         | MPC                           |
| 348036            | 2003 UP36  | 16 out 2003 | Palomar       | NEAT            | —         | MPC                           |
| 348037            | 2003 UV49  | 16 out 2003 | Palomar       | NEAT            | —         | MPC                           |
| 348038            | 2003 UZ52  | 18 out 2003 | Palomar       | NEAT            | —         | MPC                           |
| 348039            | 2003 UC78  | 17 out 2003 | Anderson Mesa | LONEOS          | —         | MPC                           |
| 348040            | 2003 UV83  | 18 out 2003 | Palomar       | NEAT            | —         | MPC                           |
| 348041            | 2003 UA93  | 20 out 2003 | Palomar       | NEAT            | —         | MPC                           |
| 348042            | 2003 UO104 | 20 set 2003 | Palomar       | NEAT            | —         | MPC                           |
| 348043            | 2003 UJ127 | 21 out 2003 | Kitt Peak     | Spacewatch      | —         | MPC                           |
| 348044            | 2003 UG138 | 21 out 2003 | Socorro       | LINEAR          | —         | MPC                           |
| 348045            | 2003 UP138 | 21 out 2003 | Socorro       | LINEAR          | —         | MPC                           |
| 348046            | 2003 UF144 | 18 out 2003 | Anderson Mesa | LONEOS          | —         | MPC                           |
| 348047            | 2003 UM144 | 18 out 2003 | Kitt Peak     | Spacewatch      | —         | MPC                           |
| 348048            | 2003 UF149 | 20 out 2003 | Kitt Peak     | Spacewatch      | —         | MPC                           |
| 348049            | 2003 UO155 | 20 out 2003 | Socorro       | LINEAR          | —         | MPC                           |
| 348050            | 2003 UZ176 | 21 out 2003 | Palomar       | NEAT            | —         | MPC                           |
| 348051            | 2003 UO184 | 21 out 2003 | Palomar       | NEAT            | —         | MPC                           |
| 348052            | 2003 UH187 | 22 out 2003 | Socorro       | LINEAR          | —         | MPC                           |
| 348053            | 2003 UA206 | 22 out 2003 | Socorro       | LINEAR          | —         | MPC                           |
| 348054            | 2003 UD208 | 22 out 2003 | Kitt Peak     | Spacewatch      | —         | MPC                           |
| 348055            | 2003 US213 | 24 out 2003 | Socorro       | LINEAR          | —         | MPC                           |
| 348056            | 2003 UV228 | 23 out 2003 | Anderson Mesa | LONEOS          | —         | MPC                           |
| 348057            | 2003 UR235 | 21 out 2003 | Kitt Peak     | Spacewatch      | —         | MPC                           |
| 348058            | 2003 UD236 | 22 out 2003 | Kitt Peak     | Spacewatch      | —         | MPC                           |
| 348059            | 2003 UM236 | 22 out 2003 | Haleakala     | NEAT            | —         | MPC                           |
| 348060            | 2003 UT257 | 25 out 2003 | Socorro       | LINEAR          | —         | MPC                           |
| 348061            | 2003 UR272 | 16 out 2003 | Anderson Mesa | LONEOS          | —         | MPC                           |
| 348062            | 2003 UU274 | 30 out 2003 | Haleakala     | NEAT            | —         | MPC                           |
| 348063            | 2003 UJ276 | 29 out 2003 | Catalina      | CSS             | —         | MPC                           |
| 348064            | 2003 UK281 | 28 out 2003 | Socorro       | LINEAR          | —         | MPC                           |
| 348065            | 2003 UT295 | 16 out 2003 | Kitt Peak     | Spacewatch      | —         | MPC                           |
| 348066            | 2003 UV300 | 17 out 2003 | Kitt Peak     | Spacewatch      | —         | MPC                           |
| 348067            | 2003 UX314 | 21 out 2003 | Palomar       | NEAT            | —         | MPC                           |
| 348068            | 2003 UY370 | 3 jul 2003  | Kitt Peak     | Spacewatch      | —         | MPC                           |
| 348069            | 2003 UZ376 | 22 out 2003 | Apache Point  | SDSS            | —         | MPC                           |
| 348070            | 2003 UA412 | 23 out 2003 | Apache Point  | SDSS            | Flora     | MPC                           |
| 348071            | 2003 WP    | 16 nov 2003 | Catalina      | CSS             | —         | MPC                           |
| 348072            | 2003 WD11  | 18 nov 2003 | Palomar       | NEAT            | Brangane  | MPC                           |
| 348073            | 2003 WN22  | 20 nov 2003 | Palomar       | NEAT            | —         | MPC                           |
| 348074            | 2003 WP26  | 22 nov 2003 | Socorro       | LINEAR          | —         | MPC                           |
| 348075            | 2003 WD38  | 19 nov 2003 | Socorro       | LINEAR          | —         | MPC                           |
| 348076            | 2003 WU39  | 19 nov 2003 | Kitt Peak     | Spacewatch      | —         | MPC                           |
| 348077            | 2003 WK63  | 19 nov 2003 | Kitt Peak     | Spacewatch      | —         | MPC                           |
| 348078            | 2003 WL64  | 19 nov 2003 | Kitt Peak     | Spacewatch      | Phocaea   | MPC                           |
| 348079            | 2003 WH66  | 19 nov 2003 | Socorro       | LINEAR          | —         | MPC                           |
| 348080            | 2003 WJ75  | 18 nov 2003 | Kitt Peak     | Spacewatch      | —         | MPC                           |
| 348081            | 2003 WK80  | 20 nov 2003 | Socorro       | LINEAR          | —         | MPC                           |
| 348082            | 2003 WB84  | 21 nov 2003 | Palomar       | NEAT            | Phocaea   | MPC                           |
| 348083            | 2003 WG94  | 19 nov 2003 | Anderson Mesa | LONEOS          | —         | MPC                           |
| 348084            | 2003 WO94  | 25 out 2003 | Kitt Peak     | Spacewatch      | —         | MPC                           |
| 348085            | 2003 WF100 | 20 nov 2003 | Socorro       | LINEAR          | —         | MPC                           |
| 348086            | 2003 WP101 | 21 nov 2003 | Catalina      | CSS             | —         | MPC                           |
| 348087            | 2003 WC111 | 20 nov 2003 | Socorro       | LINEAR          | —         | MPC                           |
| 348088            | 2003 WY115 | 20 nov 2003 | Socorro       | LINEAR          | —         | MPC                           |
| 348089            | 2003 WG125 | 20 nov 2003 | Socorro       | LINEAR          | —         | MPC                           |
| 348090            | 2003 WX138 | 21 nov 2003 | Socorro       | LINEAR          | —         | MPC                           |
| 348091            | 2003 WZ154 | 26 nov 2003 | Kitt Peak     | Spacewatch      | —         | MPC                           |
| 348092            | 2003 WO158 | 28 nov 2003 | Kitt Peak     | Spacewatch      | —         | MPC                           |
| 348093            | 2003 WT159 | 30 nov 2003 | Kitt Peak     | Spacewatch      | Eos       | MPC                           |
| 348094            | 2003 WT176 | 19 nov 2003 | Kitt Peak     | Spacewatch      | —         | MPC                           |
| 348095            | 2003 WV193 | 24 nov 2003 | Kitt Peak     | M. W. Buie      | —         | MPC                           |
| 348096            | 2003 XH18  | 14 dez 2003 | Črni Vrh      | Črni Vrh        | —         | MPC                           |
| 348097            | 2003 XH19  | 14 dez 2003 | Kitt Peak     | Spacewatch      | —         | MPC                           |
| 348098            | 2003 XN36  | 3 dez 2003  | Socorro       | LINEAR          | Phocaea   | MPC                           |
| 348099            | 2003 YY4   | 16 dez 2003 | Catalina      | CSS             | —         | MPC                           |
| 348100            | 2003 YQ10  | 17 dez 2003 | Socorro       | LINEAR          | —         | MPC                           |

## 348101–348200
| Designação | Designação | Descoberta  | Descoberta       | Descobridor(es) | Categoria | Mais informações / Referência |
| Permanente | Provisória | Data        | Local            | Descobridor(es) | Categoria | Mais informações / Referência |
| ---------- | ---------- | ----------- | ---------------- | --------------- | --------- | ----------------------------- |
| 348101     | 2003 YL12  | 17 dez 2003 | Socorro          | LINEAR          | —         | MPC                           |
| 348102     | 2003 YE28  | 17 dez 2003 | Palomar          | NEAT            | Phocaea   | MPC                           |
| 348103     | 2003 YN32  | 18 dez 2003 | Haleakala        | NEAT            | —         | MPC                           |
| 348104     | 2003 YF38  | 19 dez 2003 | Socorro          | LINEAR          | —         | MPC                           |
| 348105     | 2003 YK40  | 19 dez 2003 | Kitt Peak        | Spacewatch      | Themis    | MPC                           |
| 348106     | 2003 YU44  | 19 dez 2003 | Kitt Peak        | Spacewatch      | —         | MPC                           |
| 348107     | 2003 YH64  | 19 dez 2003 | Socorro          | LINEAR          | —         | MPC                           |
| 348108     | 2003 YP68  | 19 dez 2003 | Socorro          | LINEAR          | —         | MPC                           |
| 348109     | 2003 YY68  | 20 dez 2003 | Socorro          | LINEAR          | —         | MPC                           |
| 348110     | 2003 YV112 | 23 dez 2003 | Socorro          | LINEAR          | —         | MPC                           |
| 348111     | 2003 YC119 | 27 dez 2003 | Socorro          | LINEAR          | —         | MPC                           |
| 348112     | 2003 YG128 | 27 dez 2003 | Socorro          | LINEAR          | —         | MPC                           |
| 348113     | 2003 YB131 | 28 dez 2003 | Socorro          | LINEAR          | —         | MPC                           |
| 348114     | 2003 YM138 | 27 dez 2003 | Socorro          | LINEAR          | —         | MPC                           |
| 348115     | 2003 YA142 | 28 dez 2003 | Socorro          | LINEAR          | —         | MPC                           |
| 348116     | 2003 YK148 | 29 dez 2003 | Catalina         | CSS             | —         | MPC                           |
| 348117     | 2003 YJ154 | 29 dez 2003 | Socorro          | LINEAR          | —         | MPC                           |
| 348118     | 2003 YH171 | 18 dez 2003 | Kitt Peak        | Spacewatch      | Brangane  | MPC                           |
| 348119     | 2003 YS172 | 18 dez 2003 | Kitt Peak        | Spacewatch      | —         | MPC                           |
| 348120     | 2004 AY3   | 13 jan 2004 | Kitt Peak        | Spacewatch      | —         | MPC                           |
| 348121     | 2004 AB24  | 19 dez 2003 | Kitt Peak        | Spacewatch      | —         | MPC                           |
| 348122     | 2004 AD26  | 13 jan 2004 | Palomar          | NEAT            | —         | MPC                           |
| 348123     | 2004 BO    | 16 jan 2004 | Kitt Peak        | Spacewatch      | —         | MPC                           |
| 348124     | 2004 BY2   | 16 jan 2004 | Palomar          | NEAT            | —         | MPC                           |
| 348125     | 2004 BQ13  | 17 jan 2004 | Palomar          | NEAT            | —         | MPC                           |
| 348126     | 2004 BM16  | 16 jan 2004 | Palomar          | NEAT            | —         | MPC                           |
| 348127     | 2004 BG30  | 18 jan 2004 | Palomar          | NEAT            | —         | MPC                           |
| 348128     | 2004 BN34  | 19 jan 2004 | Catalina         | CSS             | —         | MPC                           |
| 348129     | 2004 BZ39  | 21 jan 2004 | Socorro          | LINEAR          | —         | MPC                           |
| 348130     | 2004 BV80  | 24 jan 2004 | Socorro          | LINEAR          | —         | MPC                           |
| 348131     | 2004 BG89  | 23 jan 2004 | Socorro          | LINEAR          | —         | MPC                           |
| 348132     | 2004 BU91  | 25 jan 2004 | Haleakala        | NEAT            | —         | MPC                           |
| 348133     | 2004 BD97  | 24 jan 2004 | Socorro          | LINEAR          | —         | MPC                           |
| 348134     | 2004 BD106 | 26 jan 2004 | Anderson Mesa    | LONEOS          | —         | MPC                           |
| 348135     | 2004 BW110 | 28 jan 2004 | Kitt Peak        | Spacewatch      | —         | MPC                           |
| 348136     | 2004 BJ133 | 17 jan 2004 | Palomar          | NEAT            | —         | MPC                           |
| 348137     | 2004 BF137 | 19 jan 2004 | Kitt Peak        | Spacewatch      | —         | MPC                           |
| 348138     | 2004 BM142 | 19 jan 2004 | Socorro          | LINEAR          | —         | MPC                           |
| 348139     | 2004 BG162 | 18 jan 2004 | Palomar          | NEAT            | —         | MPC                           |
| 348140     | 2004 CH17  | 11 fev 2004 | Palomar          | NEAT            | Eos       | MPC                           |
| 348141     | 2004 CO20  | 11 fev 2004 | Kitt Peak        | Spacewatch      | —         | MPC                           |
| 348142     | 2004 CD57  | 17 jan 2004 | Palomar          | NEAT            | —         | MPC                           |
| 348143     | 2004 CF83  | 12 fev 2004 | Kitt Peak        | Spacewatch      | —         | MPC                           |
| 348144     | 2004 CG84  | 12 fev 2004 | Palomar          | NEAT            | —         | MPC                           |
| 348145     | 2004 CH85  | 14 fev 2004 | Haleakala        | NEAT            | —         | MPC                           |
| 348146     | 2004 CZ86  | 11 fev 2004 | Kitt Peak        | Spacewatch      | —         | MPC                           |
| 348147     | 2004 CW126 | 13 fev 2004 | Kitt Peak        | Spacewatch      | —         | MPC                           |
| 348148     | 2004 DG28  | 19 jan 2004 | Kitt Peak        | Spacewatch      | —         | MPC                           |
| 348149     | 2004 DH42  | 19 fev 2004 | Socorro          | LINEAR          | —         | MPC                           |
| 348150     | 2004 DP57  | 23 fev 2004 | Socorro          | LINEAR          | Juno      | MPC                           |
| 348151     | 2004 FS18  | 26 mar 2004 | Kitt Peak        | DLS             | —         | MPC                           |
| 348152     | 2004 FO128 | 27 mar 2004 | Catalina         | CSS             | Eos       | MPC                           |
| 348153     | 2004 GO9   | 12 abr 2004 | Kitt Peak        | Spacewatch      | —         | MPC                           |
| 348154     | 2004 GP11  | 12 abr 2004 | Socorro          | LINEAR          | —         | MPC                           |
| 348155     | 2004 GU16  | 10 abr 2004 | Palomar          | NEAT            | —         | MPC                           |
| 348156     | 2004 GE58  | 14 abr 2004 | Kitt Peak        | Spacewatch      | —         | MPC                           |
| 348157     | 2004 GR77  | 15 abr 2004 | Socorro          | LINEAR          | —         | MPC                           |
| 348158     | 2004 HT1   | 20 abr 2004 | Desert Eagle     | W. K. Y. Yeung  | —         | MPC                           |
| 348159     | 2004 HN25  | 19 abr 2004 | Socorro          | LINEAR          | Mitidika  | MPC                           |
| 348160     | 2004 HF37  | 21 abr 2004 | Kitt Peak        | Spacewatch      | —         | MPC                           |
| 348161     | 2004 HJ45  | 21 abr 2004 | Socorro          | LINEAR          | —         | MPC                           |
| 348162     | 2004 HN55  | 24 abr 2004 | Socorro          | LINEAR          | —         | MPC                           |
| 348163     | 2004 HN62  | 24 abr 2004 | Kitt Peak        | Spacewatch      | —         | MPC                           |
| 348164     | 2004 HY63  | 22 abr 2004 | Kitt Peak        | Spacewatch      | —         | MPC                           |
| 348165     | 2004 JX7   | 10 mai 2004 | Kitt Peak        | Spacewatch      | —         | MPC                           |
| 348166     | 2004 JM16  | 20 abr 2004 | Socorro          | LINEAR          | —         | MPC                           |
| 348167     | 2004 JS29  | 15 mai 2004 | Socorro          | LINEAR          | —         | MPC                           |
| 348168     | 2004 JT29  | 15 mai 2004 | Socorro          | LINEAR          | —         | MPC                           |
| 348169     | 2004 JQ30  | 15 mai 2004 | Socorro          | LINEAR          | —         | MPC                           |
| 348170     | 2004 JJ33  | 15 mai 2004 | Socorro          | LINEAR          | —         | MPC                           |
| 348171     | 2004 LE28  | 13 jun 2004 | Catalina         | CSS             | —         | MPC                           |
| 348172     | 2004 MY7   | 29 jun 2004 | Wrightwood       | J. W. Young     | —         | MPC                           |
| 348173     | 2004 NE7   | 11 jul 2004 | Palomar          | NEAT            | —         | MPC                           |
| 348174     | 2004 NO7   | 14 jul 2004 | Socorro          | LINEAR          | —         | MPC                           |
| 348175     | 2004 NU10  | 9 jul 2004  | Siding Spring    | SSS             | —         | MPC                           |
| 348176     | 2004 NQ22  | 11 jul 2004 | Socorro          | LINEAR          | —         | MPC                           |
| 348177     | 2004 NA33  | 13 jul 2004 | Palomar          | NEAT            | —         | MPC                           |
| 348178     | 2004 OW9   | 20 jul 2004 | Reedy Creek      | J. Broughton    | —         | MPC                           |
| 348179     | 2004 OB13  | 29 jul 2004 | Siding Spring    | SSS             | —         | MPC                           |
| 348180     | 2004 PO10  | 7 ago 2004  | Campo Imperatore | CINEOS          | —         | MPC                           |
| 348181     | 2004 PC29  | 6 ago 2004  | Palomar          | NEAT            | —         | MPC                           |
| 348182     | 2004 PU29  | 7 ago 2004  | Palomar          | NEAT            | —         | MPC                           |
| 348183     | 2004 PZ30  | 8 ago 2004  | Socorro          | LINEAR          | —         | MPC                           |
| 348184     | 2004 PZ32  | 8 ago 2004  | Socorro          | LINEAR          | —         | MPC                           |
| 348185     | 2004 PR46  | 7 ago 2004  | Campo Imperatore | CINEOS          | —         | MPC                           |
| 348186     | 2004 PE54  | 8 ago 2004  | Anderson Mesa    | LONEOS          | —         | MPC                           |
| 348187     | 2004 PZ57  | 9 ago 2004  | Socorro          | LINEAR          | —         | MPC                           |
| 348188     | 2004 PT58  | 9 ago 2004  | Socorro          | LINEAR          | —         | MPC                           |
| 348189     | 2004 PP62  | 10 ago 2004 | Socorro          | LINEAR          | —         | MPC                           |
| 348190     | 2004 PS73  | 8 ago 2004  | Socorro          | LINEAR          | —         | MPC                           |
| 348191     | 2004 PX73  | 8 ago 2004  | Socorro          | LINEAR          | —         | MPC                           |
| 348192     | 2004 PP88  | 11 ago 2004 | Palomar          | NEAT            | —         | MPC                           |
| 348193     | 2004 PE115 | 9 ago 2004  | Anderson Mesa    | LONEOS          | —         | MPC                           |
| 348194     | 2004 QG10  | 21 ago 2004 | Siding Spring    | SSS             | —         | MPC                           |
| 348195     | 2004 QV18  | 21 ago 2004 | Catalina         | CSS             | —         | MPC                           |
| 348196     | 2004 QA19  | 21 ago 2004 | Catalina         | CSS             | —         | MPC                           |
| 348197     | 2004 QP26  | 27 ago 2004 | Anderson Mesa    | LONEOS          | —         | MPC                           |
| 348198     | 2004 RZ26  | 6 set 2004  | Palomar          | NEAT            | —         | MPC                           |
| 348199     | 2004 RC27  | 6 set 2004  | Palomar          | NEAT            | Mitidika  | MPC                           |
| 348200     | 2004 RX31  | 7 set 2004  | Socorro          | LINEAR          | —         | MPC                           |

## 348201–348300
| Designação          | Designação | Descoberta  | Descoberta       | Descobridor(es)     | Categoria | Mais informações / Referência |
| Permanente          | Provisória | Data        | Local            | Descobridor(es)     | Categoria | Mais informações / Referência |
| ------------------- | ---------- | ----------- | ---------------- | ------------------- | --------- | ----------------------------- |
| 348201              | 2004 RZ31  | 7 set 2004  | Socorro          | LINEAR              | —         | MPC                           |
| 348202              | 2004 RO37  | 7 set 2004  | Socorro          | LINEAR              | —         | MPC                           |
| 348203              | 2004 RO38  | 7 set 2004  | Kitt Peak        | Spacewatch          | Mitidika  | MPC                           |
| 348204              | 2004 RZ39  | 7 set 2004  | Palomar          | NEAT                | —         | MPC                           |
| 348205              | 2004 RP42  | 8 set 2004  | Campo Imperatore | CINEOS              | —         | MPC                           |
| 348206              | 2004 RU42  | 8 set 2004  | Socorro          | LINEAR              | —         | MPC                           |
| 348207              | 2004 RG54  | 8 set 2004  | Socorro          | LINEAR              | —         | MPC                           |
| 348208              | 2004 RL60  | 8 set 2004  | Socorro          | LINEAR              | —         | MPC                           |
| 348209              | 2004 RY64  | 13 jul 2004 | Palomar          | NEAT                | —         | MPC                           |
| 348210              | 2004 RX65  | 8 set 2004  | Socorro          | LINEAR              | Mitidika  | MPC                           |
| 348211              | 2004 RM69  | 8 set 2004  | Socorro          | LINEAR              | —         | MPC                           |
| 348212              | 2004 RC75  | 8 set 2004  | Socorro          | LINEAR              | —         | MPC                           |
| 348213              | 2004 RT80  | 8 set 2004  | Socorro          | LINEAR              | Mitidika  | MPC                           |
| 348214              | 2004 RO82  | 9 set 2004  | Socorro          | LINEAR              | —         | MPC                           |
| 348215              | 2004 RQ94  | 8 set 2004  | Socorro          | LINEAR              | —         | MPC                           |
| 348216              | 2004 RK97  | 8 set 2004  | Palomar          | NEAT                | —         | MPC                           |
| 348217              | 2004 RQ100 | 8 set 2004  | Socorro          | LINEAR              | —         | MPC                           |
| 348218              | 2004 RT111 | 12 set 2004 | Socorro          | LINEAR              | —         | MPC                           |
| 348219              | 2004 RE130 | 7 set 2004  | Kitt Peak        | Spacewatch          | —         | MPC                           |
| 348220              | 2004 RT148 | 9 set 2004  | Socorro          | LINEAR              | —         | MPC                           |
| 348221              | 2004 RU163 | 9 set 2004  | Kitt Peak        | Spacewatch          | —         | MPC                           |
| 348222              | 2004 RH170 | 8 set 2004  | Palomar          | NEAT                | —         | MPC                           |
| 348223              | 2004 RD185 | 10 set 2004 | Socorro          | LINEAR              | —         | MPC                           |
| 348224              | 2004 RE189 | 10 set 2004 | Socorro          | LINEAR              | —         | MPC                           |
| 348225              | 2004 RF193 | 10 set 2004 | Socorro          | LINEAR              | —         | MPC                           |
| 348226              | 2004 RO221 | 12 set 2004 | Socorro          | LINEAR              | Flora     | MPC                           |
| 348227              | 2004 RQ231 | 9 set 2004  | Kitt Peak        | Spacewatch          | Mitidika  | MPC                           |
| 348228              | 2004 RY246 | 11 set 2004 | Socorro          | LINEAR              | —         | MPC                           |
| 348229              | 2004 RS262 | 10 set 2004 | Kitt Peak        | Spacewatch          | —         | MPC                           |
| 348230              | 2004 RO314 | 15 set 2004 | Kitt Peak        | Spacewatch          | —         | MPC                           |
| 348231              | 2004 RT317 | 12 set 2004 | Kitt Peak        | Spacewatch          | —         | MPC                           |
| 348232              | 2004 RR319 | 13 set 2004 | Socorro          | LINEAR              | —         | MPC                           |
| 348233              | 2004 RU335 | 15 set 2004 | Kitt Peak        | Spacewatch          | —         | MPC                           |
| 348234              | 2004 RW336 | 15 set 2004 | Kitt Peak        | Spacewatch          | —         | MPC                           |
| 348235              | 2004 RR337 | 15 set 2004 | Kitt Peak        | Spacewatch          | —         | MPC                           |
| 348236              | 2004 SE5   | 18 set 2004 | Socorro          | LINEAR              | —         | MPC                           |
| 348237              | 2004 SW13  | 17 set 2004 | Socorro          | LINEAR              | —         | MPC                           |
| 348238              | 2004 SL18  | 17 set 2004 | Anderson Mesa    | LONEOS              | —         | MPC                           |
| 348239 Societadante | 2004 SB26  | 20 set 2004 | Andrushivka      | Andrushivka Obs.    | —         | MPC                           |
| 348240              | 2004 SE31  | 17 set 2004 | Socorro          | LINEAR              | —         | MPC                           |
| 348241              | 2004 SB33  | 17 set 2004 | Socorro          | LINEAR              | —         | MPC                           |
| 348242              | 2004 SH45  | 18 set 2004 | Socorro          | LINEAR              | —         | MPC                           |
| 348243              | 2004 SL50  | 22 set 2004 | Socorro          | LINEAR              | —         | MPC                           |
| 348244              | 2004 SC51  | 22 set 2004 | Kitt Peak        | Spacewatch          | —         | MPC                           |
| 348245              | 2004 SA57  | 16 set 2004 | Anderson Mesa    | LONEOS              | —         | MPC                           |
| 348246              | 2004 TL2   | 4 out 2004  | Kitt Peak        | Spacewatch          | Mitidika  | MPC                           |
| 348247              | 2004 TS7   | 5 out 2004  | Haleakala        | NEAT                | —         | MPC                           |
| 348248              | 2004 TJ11  | 8 out 2004  | Socorro          | LINEAR              | —         | MPC                           |
| 348249              | 2004 TO11  | 5 out 2004  | Goodricke-Pigott | R. A. Tucker        | —         | MPC                           |
| 348250              | 2004 TO51  | 4 out 2004  | Kitt Peak        | Spacewatch          | —         | MPC                           |
| 348251              | 2004 TP71  | 6 out 2004  | Kitt Peak        | Spacewatch          | —         | MPC                           |
| 348252              | 2004 TU83  | 5 out 2004  | Kitt Peak        | Spacewatch          | —         | MPC                           |
| 348253              | 2004 TT97  | 5 out 2004  | Kitt Peak        | Spacewatch          | Mitidika  | MPC                           |
| 348254              | 2004 TR102 | 6 out 2004  | Palomar          | NEAT                | —         | MPC                           |
| 348255              | 2004 TS106 | 7 out 2004  | Socorro          | LINEAR              | —         | MPC                           |
| 348256              | 2004 TY113 | 7 out 2004  | Palomar          | NEAT                | —         | MPC                           |
| 348257              | 2004 TA123 | 7 out 2004  | Goodricke-Pigott | R. A. Tucker        | Mitidika  | MPC                           |
| 348258              | 2004 TW129 | 7 out 2004  | Socorro          | LINEAR              | —         | MPC                           |
| 348259              | 2004 TF162 | 6 out 2004  | Kitt Peak        | Spacewatch          | Juno      | MPC                           |
| 348260              | 2004 TL173 | 8 out 2004  | Socorro          | LINEAR              | —         | MPC                           |
| 348261              | 2004 TO177 | 6 out 2004  | Kitt Peak        | Spacewatch          | —         | MPC                           |
| 348262              | 2004 TS189 | 7 out 2004  | Kitt Peak        | Spacewatch          | —         | MPC                           |
| 348263              | 2004 TL199 | 7 out 2004  | Kitt Peak        | Spacewatch          | —         | MPC                           |
| 348264              | 2004 TT217 | 5 out 2004  | Kitt Peak        | Spacewatch          | Mitidika  | MPC                           |
| 348265              | 2004 TG221 | 14 set 2004 | Socorro          | LINEAR              | —         | MPC                           |
| 348266              | 2004 TV295 | 10 out 2004 | Kitt Peak        | Spacewatch          | —         | MPC                           |
| 348267              | 2004 TN307 | 10 out 2004 | Socorro          | LINEAR              | —         | MPC                           |
| 348268              | 2004 TZ322 | 11 out 2004 | Kitt Peak        | Spacewatch          | —         | MPC                           |
| 348269              | 2004 TY327 | 4 out 2004  | Palomar          | NEAT                | —         | MPC                           |
| 348270              | 2004 TS340 | 13 out 2004 | Anderson Mesa    | LONEOS              | —         | MPC                           |
| 348271              | 2004 TZ345 | 15 out 2004 | Socorro          | LINEAR              | —         | MPC                           |
| 348272              | 2004 TC348 | 4 out 2004  | Kitt Peak        | Spacewatch          | Mitidika  | MPC                           |
| 348273              | 2004 VK6   | 3 nov 2004  | Kitt Peak        | Spacewatch          | —         | MPC                           |
| 348274              | 2004 VC19  | 4 nov 2004  | Kitt Peak        | Spacewatch          | —         | MPC                           |
| 348275              | 2004 VA20  | 4 nov 2004  | Catalina         | CSS                 | —         | MPC                           |
| 348276              | 2004 VB26  | 4 nov 2004  | Catalina         | CSS                 | —         | MPC                           |
| 348277              | 2004 VE38  | 4 nov 2004  | Kitt Peak        | Spacewatch          | —         | MPC                           |
| 348278              | 2004 VX52  | 4 nov 2004  | Catalina         | CSS                 | —         | MPC                           |
| 348279              | 2004 VL107 | 9 nov 2004  | Mauna Kea        | C. Veillet          | —         | MPC                           |
| 348280              | 2004 WA9   | 19 nov 2004 | Socorro          | LINEAR              | —         | MPC                           |
| 348281              | 2004 WS9   | 22 nov 2004 | Socorro          | LINEAR              | —         | MPC                           |
| 348282              | 2004 XY2   | 2 dez 2004  | Catalina         | CSS                 | —         | MPC                           |
| 348283              | 2004 XS10  | 3 dez 2004  | Kitt Peak        | Spacewatch          | —         | MPC                           |
| 348284              | 2004 XZ15  | 10 dez 2004 | Kitt Peak        | Spacewatch          | —         | MPC                           |
| 348285              | 2004 XD16  | 10 dez 2004 | Kitt Peak        | Spacewatch          | —         | MPC                           |
| 348286              | 2004 XF26  | 9 dez 2004  | Kitt Peak        | Spacewatch          | —         | MPC                           |
| 348287              | 2004 XZ36  | 11 dez 2004 | Campo Imperatore | CINEOS              | Mitidika  | MPC                           |
| 348288              | 2004 XQ41  | 11 dez 2004 | Campo Imperatore | CINEOS              | —         | MPC                           |
| 348289              | 2004 XT70  | 11 dez 2004 | Kitt Peak        | Spacewatch          | Juno      | MPC                           |
| 348290              | 2004 XY85  | 13 dez 2004 | Kitt Peak        | Spacewatch          | —         | MPC                           |
| 348291              | 2004 XT99  | 12 dez 2004 | Kitt Peak        | Spacewatch          | —         | MPC                           |
| 348292              | 2004 XV105 | 11 dez 2004 | Socorro          | LINEAR              | —         | MPC                           |
| 348293              | 2004 XJ109 | 12 dez 2004 | Socorro          | LINEAR              | —         | MPC                           |
| 348294              | 2004 XM145 | 8 dez 2004  | Socorro          | LINEAR              | —         | MPC                           |
| 348295              | 2004 XB149 | 14 dez 2004 | Campo Imperatore | CINEOS              | Mitidika  | MPC                           |
| 348296              | 2004 XK181 | 15 dez 2004 | Socorro          | LINEAR              | —         | MPC                           |
| 348297              | 2004 XJ191 | 8 dez 2004  | Socorro          | LINEAR              | —         | MPC                           |
| 348298              | 2004 XR191 | 11 dez 2004 | Catalina         | CSS                 | —         | MPC                           |
| 348299              | 2004 YO11  | 18 dez 2004 | Mount Lemmon     | Mount Lemmon Survey | —         | MPC                           |
| 348300              | 2004 YG14  | 18 dez 2004 | Mount Lemmon     | Mount Lemmon Survey | —         | MPC                           |

## 348301–348400
| Designação     | Designação | Descoberta  | Descoberta    | Descobridor(es)     | Categoria | Mais informações / Referência |
| Permanente     | Provisória | Data        | Local         | Descobridor(es)     | Categoria | Mais informações / Referência |
| -------------- | ---------- | ----------- | ------------- | ------------------- | --------- | ----------------------------- |
| 348301         | 2004 YM23  | 18 dez 2004 | Mount Lemmon  | Mount Lemmon Survey | —         | MPC                           |
| 348302         | 2004 YY25  | 19 dez 2004 | Mount Lemmon  | Mount Lemmon Survey | —         | MPC                           |
| 348303         | 2005 AB2   | 1 jan 2005  | Catalina      | CSS                 | —         | MPC                           |
| 348304         | 2005 AN19  | 8 jan 2005  | Socorro       | LINEAR              | —         | MPC                           |
| 348305         | 2005 AV28  | 15 jan 2005 | Socorro       | LINEAR              | —         | MPC                           |
| 348306         | 2005 AY28  | 15 jan 2005 | Socorro       | LINEAR              | —         | MPC                           |
| 348307         | 2005 AX31  | 11 jan 2005 | Socorro       | LINEAR              | —         | MPC                           |
| 348308         | 2005 AB34  | 13 jan 2005 | Kitt Peak     | Spacewatch          | —         | MPC                           |
| 348309         | 2005 AQ41  | 15 jan 2005 | Socorro       | LINEAR              | —         | MPC                           |
| 348310         | 2005 AX43  | 15 jan 2005 | Catalina      | CSS                 | —         | MPC                           |
| 348311         | 2005 AX59  | 15 jan 2005 | Socorro       | LINEAR              | —         | MPC                           |
| 348312         | 2005 AR72  | 15 jan 2005 | Kitt Peak     | Spacewatch          | —         | MPC                           |
| 348313         | 2005 AB73  | 15 jan 2005 | Kitt Peak     | Spacewatch          | —         | MPC                           |
| 348314         | 2005 BC    | 16 jan 2005 | Catalina      | CSS                 | —         | MPC                           |
| 348315         | 2005 BA7   | 16 jan 2005 | Socorro       | LINEAR              | —         | MPC                           |
| 348316         | 2005 BJ12  | 17 jan 2005 | Kitt Peak     | Spacewatch          | —         | MPC                           |
| 348317         | 2005 BB18  | 16 jan 2005 | Socorro       | LINEAR              | —         | MPC                           |
| 348318         | 2005 BH19  | 16 jan 2005 | Socorro       | LINEAR              | —         | MPC                           |
| 348319         | 2005 CH2   | 1 fev 2005  | Catalina      | CSS                 | Phocaea   | MPC                           |
| 348320         | 2005 CU10  | 1 fev 2005  | Kitt Peak     | Spacewatch          | —         | MPC                           |
| 348321         | 2005 CM11  | 1 fev 2005  | Kitt Peak     | Spacewatch          | —         | MPC                           |
| 348322         | 2005 CS13  | 2 fev 2005  | Kitt Peak     | Spacewatch          | —         | MPC                           |
| 348323         | 2005 CN28  | 1 fev 2005  | Kitt Peak     | Spacewatch          | —         | MPC                           |
| 348324         | 2005 CY39  | 4 fev 2005  | Kitt Peak     | Spacewatch          | —         | MPC                           |
| 348325         | 2005 CU42  | 2 fev 2005  | Socorro       | LINEAR              | —         | MPC                           |
| 348326         | 2005 CW48  | 2 fev 2005  | Socorro       | LINEAR              | —         | MPC                           |
| 348327         | 2005 CC60  | 3 fev 2005  | Socorro       | LINEAR              | —         | MPC                           |
| 348328         | 2005 CR60  | 4 fev 2005  | Mount Lemmon  | Mount Lemmon Survey | —         | MPC                           |
| 348329         | 2005 CF66  | 9 fev 2005  | Socorro       | LINEAR              | —         | MPC                           |
| 348330         | 2005 CG79  | 1 fev 2005  | Kitt Peak     | Spacewatch          | —         | MPC                           |
| 348331         | 2005 EO5   | 1 mar 2005  | Kitt Peak     | Spacewatch          | —         | MPC                           |
| 348332         | 2005 EJ29  | 3 mar 2005  | Socorro       | LINEAR              | —         | MPC                           |
| 348333         | 2005 EP32  | 3 mar 2005  | Catalina      | CSS                 | —         | MPC                           |
| 348334         | 2005 EL33  | 4 mar 2005  | Socorro       | LINEAR              | —         | MPC                           |
| 348335         | 2005 EK36  | 4 mar 2005  | Catalina      | CSS                 | —         | MPC                           |
| 348336         | 2005 ED38  | 4 mar 2005  | Catalina      | CSS                 | —         | MPC                           |
| 348337         | 2005 EP40  | 1 mar 2005  | Kitt Peak     | Spacewatch          | —         | MPC                           |
| 348338         | 2005 EK45  | 3 mar 2005  | Catalina      | CSS                 | —         | MPC                           |
| 348339         | 2005 EG48  | 3 mar 2005  | Catalina      | CSS                 | —         | MPC                           |
| 348340         | 2005 EQ48  | 3 mar 2005  | Catalina      | CSS                 | —         | MPC                           |
| 348341         | 2005 EO51  | 3 mar 2005  | Catalina      | CSS                 | —         | MPC                           |
| 348342         | 2005 ET61  | 4 mar 2005  | Mount Lemmon  | Mount Lemmon Survey | —         | MPC                           |
| 348343         | 2005 EG69  | 7 mar 2005  | Socorro       | LINEAR              | Phocaea   | MPC                           |
| 348344         | 2005 EE79  | 3 mar 2005  | Catalina      | CSS                 | —         | MPC                           |
| 348345         | 2005 EM84  | 4 mar 2005  | Socorro       | LINEAR              | —         | MPC                           |
| 348346         | 2005 EB94  | 6 mar 2005  | Ottmarsheim   | Ottmarsheim Obs.    | Phocaea   | MPC                           |
| 348347         | 2005 EV98  | 3 mar 2005  | Catalina      | CSS                 | —         | MPC                           |
| 348348         | 2005 EJ99  | 3 mar 2005  | Catalina      | CSS                 | —         | MPC                           |
| 348349         | 2005 EQ102 | 4 mar 2005  | Kitt Peak     | Spacewatch          | —         | MPC                           |
| 348350         | 2005 EO112 | 4 mar 2005  | Socorro       | LINEAR              | —         | MPC                           |
| 348351         | 2005 ER113 | 4 mar 2005  | Catalina      | CSS                 | —         | MPC                           |
| 348352         | 2005 EV133 | 9 mar 2005  | Socorro       | LINEAR              | —         | MPC                           |
| 348353         | 2005 EM153 | 8 mar 2005  | Catalina      | CSS                 | —         | MPC                           |
| 348354         | 2005 EU155 | 8 mar 2005  | Mount Lemmon  | Mount Lemmon Survey | —         | MPC                           |
| 348355         | 2005 EO157 | 9 mar 2005  | Mount Lemmon  | Mount Lemmon Survey | —         | MPC                           |
| 348356         | 2005 EF165 | 11 mar 2005 | Kitt Peak     | Spacewatch          | —         | MPC                           |
| 348357         | 2005 ET170 | 7 mar 2005  | Socorro       | LINEAR              | —         | MPC                           |
| 348358         | 2005 EE180 | 9 mar 2005  | Kitt Peak     | Spacewatch          | —         | MPC                           |
| 348359         | 2005 EF198 | 11 mar 2005 | Mount Lemmon  | Mount Lemmon Survey | Phocaea   | MPC                           |
| 348360         | 2005 EP202 | 10 mar 2005 | Mount Lemmon  | Mount Lemmon Survey | —         | MPC                           |
| 348361         | 2005 EW218 | 10 mar 2005 | Anderson Mesa | LONEOS              | —         | MPC                           |
| 348362         | 2005 EQ243 | 11 mar 2005 | Anderson Mesa | LONEOS              | Eos       | MPC                           |
| 348363         | 2005 EZ243 | 11 mar 2005 | Anderson Mesa | LONEOS              | —         | MPC                           |
| 348364         | 2005 EV245 | 12 mar 2005 | Kitt Peak     | Spacewatch          | —         | MPC                           |
| 348365         | 2005 EJ259 | 11 mar 2005 | Mount Lemmon  | Mount Lemmon Survey | —         | MPC                           |
| 348366         | 2005 ER259 | 11 mar 2005 | Mount Lemmon  | Mount Lemmon Survey | —         | MPC                           |
| 348367         | 2005 EN260 | 11 mar 2005 | Kitt Peak     | Spacewatch          | —         | MPC                           |
| 348368         | 2005 EO264 | 13 mar 2005 | Kitt Peak     | Spacewatch          | —         | MPC                           |
| 348369         | 2005 EJ276 | 8 mar 2005  | Mount Lemmon  | Mount Lemmon Survey | —         | MPC                           |
| 348370         | 2005 EN279 | 10 mar 2005 | Catalina      | CSS                 | —         | MPC                           |
| 348371         | 2005 EC280 | 10 mar 2005 | Catalina      | CSS                 | —         | MPC                           |
| 348372         | 2005 EB286 | 1 mar 2005  | Catalina      | CSS                 | —         | MPC                           |
| 348373         | 2005 EO288 | 8 mar 2005  | Socorro       | LINEAR              | Phocaea   | MPC                           |
| 348374         | 2005 EP288 | 8 mar 2005  | Socorro       | LINEAR              | —         | MPC                           |
| 348375         | 2005 EG295 | 12 mar 2005 | Kitt Peak     | Spacewatch          | —         | MPC                           |
| 348376         | 2005 GZ1   | 1 abr 2005  | Catalina      | CSS                 | —         | MPC                           |
| 348377         | 2005 GA2   | 1 abr 2005  | Catalina      | CSS                 | —         | MPC                           |
| 348378         | 2005 GE7   | 1 abr 2005  | Kitt Peak     | Spacewatch          | Maria     | MPC                           |
| 348379         | 2005 GP7   | 1 abr 2005  | Anderson Mesa | LONEOS              | —         | MPC                           |
| 348380         | 2005 GH13  | 1 abr 2005  | Anderson Mesa | LONEOS              | —         | MPC                           |
| 348381         | 2005 GJ17  | 2 abr 2005  | Mount Lemmon  | Mount Lemmon Survey | —         | MPC                           |
| 348382         | 2005 GR17  | 2 abr 2005  | Mount Lemmon  | Mount Lemmon Survey | —         | MPC                           |
| 348383 Petibon | 2005 GA33  | 2 abr 2005  | Nogales       | J.-C. Merlin        | Mitidika  | MPC                           |
| 348384         | 2005 GH38  | 3 abr 2005  | Palomar       | NEAT                | —         | MPC                           |
| 348385         | 2005 GJ55  | 5 abr 2005  | Mount Lemmon  | Mount Lemmon Survey | —         | MPC                           |
| 348386         | 2005 GQ68  | 2 abr 2005  | Catalina      | CSS                 | Eos       | MPC                           |
| 348387         | 2005 GR78  | 6 abr 2005  | Catalina      | CSS                 | Pallas    | MPC                           |
| 348388         | 2005 GA81  | 7 abr 2005  | Kitt Peak     | Spacewatch          | —         | MPC                           |
| 348389         | 2005 GW99  | 7 abr 2005  | Siding Spring | SSS                 | —         | MPC                           |
| 348390         | 2005 GY106 | 10 mar 2005 | Mount Lemmon  | Mount Lemmon Survey | —         | MPC                           |
| 348391         | 2005 GU115 | 11 abr 2005 | Kitt Peak     | Spacewatch          | —         | MPC                           |
| 348392         | 2005 GS127 | 10 abr 2005 | Catalina      | CSS                 | —         | MPC                           |
| 348393         | 2005 GB128 | 9 abr 2005  | Socorro       | LINEAR              | —         | MPC                           |
| 348394         | 2005 GH180 | 9 abr 2005  | Catalina      | CSS                 | —         | MPC                           |
| 348395         | 2005 GG181 | 12 abr 2005 | Kitt Peak     | Spacewatch          | —         | MPC                           |
| 348396         | 2005 HA3   | 17 abr 2005 | Junk Bond     | Junk Bond Obs.      | —         | MPC                           |
| 348397         | 2005 HT5   | 30 abr 2005 | Kitt Peak     | Spacewatch          | —         | MPC                           |
| 348398         | 2005 HK9   | 30 abr 2005 | Kitt Peak     | Spacewatch          | —         | MPC                           |
| 348399         | 2005 JS2   | 3 mai 2005  | Kitt Peak     | Spacewatch          | —         | MPC                           |
| 348400         | 2005 JF21  | 4 mai 2005  | Kitt Peak     | Spacewatch          | —         | MPC                           |

## 348401–348500
| Designação          | Designação | Descoberta  | Descoberta       | Descobridor(es)     | Categoria | Mais informações / Referência |
| Permanente          | Provisória | Data        | Local            | Descobridor(es)     | Categoria | Mais informações / Referência |
| ------------------- | ---------- | ----------- | ---------------- | ------------------- | --------- | ----------------------------- |
| 348401              | 2005 JD25  | 3 mai 2005  | Kitt Peak        | Spacewatch          | —         | MPC                           |
| 348402              | 2005 JP34  | 4 mai 2005  | Kitt Peak        | Spacewatch          | Vesta     | MPC                           |
| 348403              | 2005 JY41  | 8 mai 2005  | Kitt Peak        | Spacewatch          | —         | MPC                           |
| 348404              | 2005 JB44  | 4 mai 2005  | Mount Lemmon     | Mount Lemmon Survey | —         | MPC                           |
| 348405              | 2005 JT59  | 8 mai 2005  | Kitt Peak        | Spacewatch          | —         | MPC                           |
| 348406              | 2005 JA93  | 11 mai 2005 | Palomar          | NEAT                | Phocaea   | MPC                           |
| 348407 Patkósandrás | 2005 JC94  | 12 mai 2005 | Piszkéstető      | K. Sárneczky        | —         | MPC                           |
| 348408              | 2005 JH98  | 8 mai 2005  | Kitt Peak        | Spacewatch          | —         | MPC                           |
| 348409              | 2005 JQ117 | 10 mai 2005 | Kitt Peak        | Spacewatch          | —         | MPC                           |
| 348410              | 2005 JU128 | 13 mai 2005 | Kitt Peak        | Spacewatch          | —         | MPC                           |
| 348411              | 2005 JO174 | 11 mai 2005 | Cerro Tololo     | M. W. Buie          | —         | MPC                           |
| 348412              | 2005 KR9   | 30 mai 2005 | Mayhill          | A. Lowe             | —         | MPC                           |
| 348413              | 2005 MW36  | 30 jun 2005 | Kitt Peak        | Spacewatch          | —         | MPC                           |
| 348414              | 2005 MY40  | 30 jun 2005 | Palomar          | NEAT                | —         | MPC                           |
| 348415              | 2005 MG45  | 27 jun 2005 | Kitt Peak        | Spacewatch          | —         | MPC                           |
| 348416              | 2005 MX54  | 20 jun 2005 | Palomar          | NEAT                | —         | MPC                           |
| 348417              | 2005 NW8   | 1 jul 2005  | Kitt Peak        | Spacewatch          | —         | MPC                           |
| 348418              | 2005 NM27  | 5 jul 2005  | Mount Lemmon     | Mount Lemmon Survey | Ursula    | MPC                           |
| 348419              | 2005 NZ55  | 10 jul 2005 | Kitt Peak        | Spacewatch          | Brangane  | MPC                           |
| 348420              | 2005 NT57  | 5 jul 2005  | Mount Lemmon     | Mount Lemmon Survey | —         | MPC                           |
| 348421              | 2005 NB65  | 1 jul 2005  | Kitt Peak        | Spacewatch          | —         | MPC                           |
| 348422              | 2005 ND66  | 17 jun 2005 | Mount Lemmon     | Mount Lemmon Survey | —         | MPC                           |
| 348423              | 2005 NG78  | 11 jul 2005 | Kitt Peak        | Spacewatch          | —         | MPC                           |
| 348424              | 2005 NV89  | 4 jul 2005  | Kitt Peak        | Spacewatch          | —         | MPC                           |
| 348425              | 2005 NH125 | 4 jul 2005  | Palomar          | NEAT                | —         | MPC                           |
| 348426              | 2005 OY6   | 28 jul 2005 | Palomar          | NEAT                | —         | MPC                           |
| 348427              | 2005 OH9   | 27 jul 2005 | Palomar          | NEAT                | —         | MPC                           |
| 348428              | 2005 OK18  | 30 jul 2005 | Palomar          | NEAT                | —         | MPC                           |
| 348429              | 2005 OP20  | 28 jul 2005 | Palomar          | NEAT                | —         | MPC                           |
| 348430              | 2005 QV5   | 24 ago 2005 | Palomar          | NEAT                | —         | MPC                           |
| 348431              | 2005 QL7   | 24 ago 2005 | Palomar          | NEAT                | —         | MPC                           |
| 348432              | 2005 QR12  | 24 ago 2005 | Palomar          | NEAT                | —         | MPC                           |
| 348433              | 2005 QV17  | 25 ago 2005 | Palomar          | NEAT                | —         | MPC                           |
| 348434              | 2005 QB19  | 25 ago 2005 | Campo Imperatore | CINEOS              | Brangane  | MPC                           |
| 348435              | 2005 QM35  | 25 ago 2005 | Palomar          | NEAT                | —         | MPC                           |
| 348436              | 2005 QE54  | 28 ago 2005 | Kitt Peak        | Spacewatch          | —         | MPC                           |
| 348437              | 2005 QO60  | 26 ago 2005 | Anderson Mesa    | LONEOS              | —         | MPC                           |
| 348438              | 2005 QT61  | 26 ago 2005 | Palomar          | NEAT                | —         | MPC                           |
| 348439              | 2005 QL74  | 29 ago 2005 | Anderson Mesa    | LONEOS              | Mitidika  | MPC                           |
| 348440              | 2005 QV74  | 29 ago 2005 | Anderson Mesa    | LONEOS              | —         | MPC                           |
| 348441              | 2005 QO80  | 30 jul 2005 | Palomar          | NEAT                | —         | MPC                           |
| 348442              | 2005 QY88  | 30 ago 2005 | Socorro          | LINEAR              | —         | MPC                           |
| 348443              | 2005 QL110 | 27 ago 2005 | Palomar          | NEAT                | —         | MPC                           |
| 348444              | 2005 QU111 | 27 ago 2005 | Palomar          | NEAT                | —         | MPC                           |
| 348445              | 2005 QU132 | 28 ago 2005 | Kitt Peak        | Spacewatch          | —         | MPC                           |
| 348446              | 2005 QT150 | 30 ago 2005 | Kitt Peak        | Spacewatch          | —         | MPC                           |
| 348447              | 2005 QJ154 | 27 ago 2005 | Palomar          | NEAT                | —         | MPC                           |
| 348448              | 2005 QY159 | 28 ago 2005 | Anderson Mesa    | LONEOS              | —         | MPC                           |
| 348449              | 2005 QU173 | 31 ago 2005 | Anderson Mesa    | LONEOS              | —         | MPC                           |
| 348450              | 2005 QB183 | 29 ago 2005 | Palomar          | NEAT                | —         | MPC                           |
| 348451              | 2005 RU9   | 9 set 2005  | Socorro          | LINEAR              | —         | MPC                           |
| 348452              | 2005 RU20  | 1 set 2005  | Palomar          | NEAT                | —         | MPC                           |
| 348453              | 2005 RN24  | 11 set 2005 | Anderson Mesa    | LONEOS              | —         | MPC                           |
| 348454              | 2005 RL25  | 10 set 2005 | Anderson Mesa    | LONEOS              | —         | MPC                           |
| 348455              | 2005 RG34  | 15 set 2005 | Socorro          | LINEAR              | —         | MPC                           |
| 348456              | 2005 RF46  | 14 set 2005 | Apache Point     | A. C. Becker        | —         | MPC                           |
| 348457              | 2005 ST6   | 30 ago 2005 | Palomar          | NEAT                | —         | MPC                           |
| 348458              | 2005 SX13  | 24 set 2005 | Kitt Peak        | Spacewatch          | Ursula    | MPC                           |
| 348459              | 2005 SS14  | 18 jun 2005 | Mount Lemmon     | Mount Lemmon Survey | —         | MPC                           |
| 348460              | 2005 SK15  | 26 set 2005 | Kitt Peak        | Spacewatch          | —         | MPC                           |
| 348461              | 2005 SH19  | 26 set 2005 | Kitt Peak        | Spacewatch          | —         | MPC                           |
| 348462              | 2005 SH20  | 23 set 2005 | Kitt Peak        | Spacewatch          | —         | MPC                           |
| 348463              | 2005 SY24  | 24 set 2005 | Anderson Mesa    | LONEOS              | —         | MPC                           |
| 348464              | 2005 SB36  | 23 set 2005 | Kitt Peak        | Spacewatch          | —         | MPC                           |
| 348465              | 2005 SF57  | 26 set 2005 | Kitt Peak        | Spacewatch          | —         | MPC                           |
| 348466              | 2005 SQ64  | 26 set 2005 | Kitt Peak        | Spacewatch          | —         | MPC                           |
| 348467              | 2005 SY67  | 27 set 2005 | Kitt Peak        | Spacewatch          | —         | MPC                           |
| 348468              | 2005 SA70  | 23 set 2005 | Kitt Peak        | Spacewatch          | —         | MPC                           |
| 348469              | 2005 SP70  | 28 set 2005 | Palomar          | NEAT                | —         | MPC                           |
| 348470              | 2005 SJ83  | 24 set 2005 | Kitt Peak        | Spacewatch          | —         | MPC                           |
| 348471              | 2005 SV90  | 30 ago 2005 | Palomar          | NEAT                | —         | MPC                           |
| 348472              | 2005 SN92  | 24 set 2005 | Kitt Peak        | Spacewatch          | —         | MPC                           |
| 348473              | 2005 SV96  | 31 ago 2005 | Kitt Peak        | Spacewatch          | —         | MPC                           |
| 348474              | 2005 SF104 | 25 set 2005 | Kitt Peak        | Spacewatch          | —         | MPC                           |
| 348475              | 2005 SX112 | 26 set 2005 | Palomar          | NEAT                | —         | MPC                           |
| 348476              | 2005 SC120 | 29 set 2005 | Kitt Peak        | Spacewatch          | —         | MPC                           |
| 348477              | 2005 SX124 | 31 ago 2005 | Anderson Mesa    | LONEOS              | —         | MPC                           |
| 348478              | 2005 SN128 | 29 set 2005 | Anderson Mesa    | LONEOS              | —         | MPC                           |
| 348479              | 2005 SH153 | 25 set 2005 | Kitt Peak        | Spacewatch          | —         | MPC                           |
| 348480              | 2005 SN159 | 26 set 2005 | Palomar          | NEAT                | —         | MPC                           |
| 348481              | 2005 SR163 | 27 set 2005 | Palomar          | NEAT                | —         | MPC                           |
| 348482              | 2005 SR175 | 29 set 2005 | Kitt Peak        | Spacewatch          | —         | MPC                           |
| 348483              | 2005 ST182 | 29 set 2005 | Kitt Peak        | Spacewatch          | —         | MPC                           |
| 348484              | 2005 SM192 | 29 set 2005 | Mount Lemmon     | Mount Lemmon Survey | —         | MPC                           |
| 348485              | 2005 SB194 | 29 set 2005 | Kitt Peak        | Spacewatch          | —         | MPC                           |
| 348486              | 2005 SY195 | 30 set 2005 | Kitt Peak        | Spacewatch          | —         | MPC                           |
| 348487              | 2005 SP207 | 30 set 2005 | Kitt Peak        | Spacewatch          | —         | MPC                           |
| 348488              | 2005 SZ218 | 30 set 2005 | Mount Lemmon     | Mount Lemmon Survey | —         | MPC                           |
| 348489              | 2005 SC219 | 30 set 2005 | Mount Lemmon     | Mount Lemmon Survey | —         | MPC                           |
| 348490              | 2005 SB221 | 29 set 2005 | Catalina         | CSS                 | —         | MPC                           |
| 348491              | 2005 SN230 | 30 set 2005 | Mount Lemmon     | Mount Lemmon Survey | —         | MPC                           |
| 348492              | 2005 SS238 | 30 set 2005 | Kitt Peak        | Spacewatch          | —         | MPC                           |
| 348493              | 2005 ST247 | 30 set 2005 | Kitt Peak        | Spacewatch          | —         | MPC                           |
| 348494              | 2005 SV278 | 23 set 2005 | Catalina         | CSS                 | —         | MPC                           |
| 348495              | 2005 SJ281 | 30 set 2005 | Mount Lemmon     | Mount Lemmon Survey | —         | MPC                           |
| 348496              | 2005 SG287 | 26 set 2005 | Apache Point     | A. C. Becker        | —         | MPC                           |
| 348497              | 2005 TA5   | 1 out 2005  | Catalina         | CSS                 | —         | MPC                           |
| 348498              | 2005 TJ5   | 1 out 2005  | Catalina         | CSS                 | —         | MPC                           |
| 348499              | 2005 TK9   | 1 out 2005  | Kitt Peak        | Spacewatch          | —         | MPC                           |
| 348500              | 2005 TE52  | 5 out 2005  | Catalina         | CSS                 | —         | MPC                           |

## 348501–348600
| Designação | Designação | Descoberta  | Descoberta    | Descobridor(es)     | Categoria | Mais informações / Referência |
| Permanente | Provisória | Data        | Local         | Descobridor(es)     | Categoria | Mais informações / Referência |
| ---------- | ---------- | ----------- | ------------- | ------------------- | --------- | ----------------------------- |
| 348501     | 2005 TC77  | 5 out 2005  | Kitt Peak     | Spacewatch          | —         | MPC                           |
| 348502     | 2005 TA79  | 7 out 2005  | Kitt Peak     | Spacewatch          | —         | MPC                           |
| 348503     | 2005 TC85  | 3 out 2005  | Kitt Peak     | Spacewatch          | —         | MPC                           |
| 348504     | 2005 TB104 | 30 set 2005 | Catalina      | CSS                 | —         | MPC                           |
| 348505     | 2005 TE106 | 9 out 2005  | Kitt Peak     | Spacewatch          | —         | MPC                           |
| 348506     | 2005 TW135 | 6 out 2005  | Mount Lemmon  | Mount Lemmon Survey | —         | MPC                           |
| 348507     | 2005 TM142 | 8 out 2005  | Kitt Peak     | Spacewatch          | —         | MPC                           |
| 348508     | 2005 TH153 | 30 set 2005 | Catalina      | CSS                 | —         | MPC                           |
| 348509     | 2005 TZ165 | 9 out 2005  | Kitt Peak     | Spacewatch          | —         | MPC                           |
| 348510     | 2005 TM172 | 10 set 2005 | Anderson Mesa | LONEOS              | —         | MPC                           |
| 348511     | 2005 TP186 | 10 out 2005 | Moletai       | Molėtai Obs.        | —         | MPC                           |
| 348512     | 2005 TT196 | 1 out 2005  | Anderson Mesa | LONEOS              | —         | MPC                           |
| 348513     | 2005 UT5   | 27 out 2005 | Socorro       | LINEAR              | —         | MPC                           |
| 348514     | 2005 UX10  | 22 out 2005 | Kitt Peak     | Spacewatch          | —         | MPC                           |
| 348515     | 2005 UU16  | 22 out 2005 | Kitt Peak     | Spacewatch          | —         | MPC                           |
| 348516     | 2005 UT37  | 24 out 2005 | Kitt Peak     | Spacewatch          | —         | MPC                           |
| 348517     | 2005 UK38  | 24 out 2005 | Kitt Peak     | Spacewatch          | —         | MPC                           |
| 348518     | 2005 UD46  | 22 out 2005 | Kitt Peak     | Spacewatch          | —         | MPC                           |
| 348519     | 2005 UK53  | 23 out 2005 | Catalina      | CSS                 | —         | MPC                           |
| 348520     | 2005 UQ56  | 24 out 2005 | Anderson Mesa | LONEOS              | —         | MPC                           |
| 348521     | 2005 UF57  | 24 out 2005 | Anderson Mesa | LONEOS              | —         | MPC                           |
| 348522     | 2005 UF59  | 24 out 2005 | Kitt Peak     | Spacewatch          | —         | MPC                           |
| 348523     | 2005 UO66  | 22 out 2005 | Kitt Peak     | Spacewatch          | —         | MPC                           |
| 348524     | 2005 US69  | 23 out 2005 | Catalina      | CSS                 | —         | MPC                           |
| 348525     | 2005 UO70  | 23 out 2005 | Catalina      | CSS                 | —         | MPC                           |
| 348526     | 2005 UC76  | 24 out 2005 | Palomar       | NEAT                | —         | MPC                           |
| 348527     | 2005 UJ82  | 22 out 2005 | Kitt Peak     | Spacewatch          | —         | MPC                           |
| 348528     | 2005 UY83  | 22 out 2005 | Kitt Peak     | Spacewatch          | —         | MPC                           |
| 348529     | 2005 UB102 | 22 out 2005 | Kitt Peak     | Spacewatch          | —         | MPC                           |
| 348530     | 2005 UJ110 | 22 out 2005 | Kitt Peak     | Spacewatch          | —         | MPC                           |
| 348531     | 2005 UF124 | 24 out 2005 | Kitt Peak     | Spacewatch          | —         | MPC                           |
| 348532     | 2005 UM131 | 24 out 2005 | Palomar       | NEAT                | —         | MPC                           |
| 348533     | 2005 UC141 | 25 out 2005 | Catalina      | CSS                 | —         | MPC                           |
| 348534     | 2005 UH151 | 26 out 2005 | Kitt Peak     | Spacewatch          | —         | MPC                           |
| 348535     | 2005 UX161 | 25 out 2005 | Mount Lemmon  | Mount Lemmon Survey | —         | MPC                           |
| 348536     | 2005 UL177 | 24 out 2005 | Kitt Peak     | Spacewatch          | —         | MPC                           |
| 348537     | 2005 UA194 | 22 out 2005 | Kitt Peak     | Spacewatch          | —         | MPC                           |
| 348538     | 2005 UA196 | 24 out 2005 | Kitt Peak     | Spacewatch          | —         | MPC                           |
| 348539     | 2005 UV218 | 25 out 2005 | Kitt Peak     | Spacewatch          | —         | MPC                           |
| 348540     | 2005 UG226 | 25 out 2005 | Kitt Peak     | Spacewatch          | —         | MPC                           |
| 348541     | 2005 UQ228 | 25 out 2005 | Kitt Peak     | Spacewatch          | Phocaea   | MPC                           |
| 348542     | 2005 UC251 | 23 out 2005 | Palomar       | NEAT                | —         | MPC                           |
| 348543     | 2005 UO251 | 23 out 2005 | Palomar       | NEAT                | —         | MPC                           |
| 348544     | 2005 UR270 | 28 out 2005 | Catalina      | CSS                 | —         | MPC                           |
| 348545     | 2005 UK286 | 26 out 2005 | Kitt Peak     | Spacewatch          | —         | MPC                           |
| 348546     | 2005 UV299 | 26 out 2005 | Kitt Peak     | Spacewatch          | —         | MPC                           |
| 348547     | 2005 UW321 | 27 out 2005 | Kitt Peak     | Spacewatch          | —         | MPC                           |
| 348548     | 2005 UK344 | 29 out 2005 | Kitt Peak     | Spacewatch          | —         | MPC                           |
| 348549     | 2005 UJ350 | 28 out 2005 | Mount Lemmon  | Mount Lemmon Survey | —         | MPC                           |
| 348550     | 2005 UB369 | 27 out 2005 | Kitt Peak     | Spacewatch          | —         | MPC                           |
| 348551     | 2005 UQ370 | 27 out 2005 | Kitt Peak     | Spacewatch          | —         | MPC                           |
| 348552     | 2005 UY416 | 22 out 2005 | Catalina      | CSS                 | —         | MPC                           |
| 348553     | 2005 UO425 | 30 set 2005 | Mount Lemmon  | Mount Lemmon Survey | —         | MPC                           |
| 348554     | 2005 UD427 | 24 out 2005 | Kitt Peak     | Spacewatch          | —         | MPC                           |
| 348555     | 2005 UK461 | 28 out 2005 | Mount Lemmon  | Mount Lemmon Survey | —         | MPC                           |
| 348556     | 2005 UD476 | 23 out 2005 | Palomar       | NEAT                | —         | MPC                           |
| 348557     | 2005 UB479 | 28 out 2005 | Mount Lemmon  | Mount Lemmon Survey | —         | MPC                           |
| 348558     | 2005 UF496 | 26 out 2005 | Socorro       | LINEAR              | —         | MPC                           |
| 348559     | 2005 VS16  | 3 nov 2005  | Catalina      | CSS                 | —         | MPC                           |
| 348560     | 2005 VW28  | 4 nov 2005  | Socorro       | LINEAR              | —         | MPC                           |
| 348561     | 2005 VL32  | 4 nov 2005  | Kitt Peak     | Spacewatch          | —         | MPC                           |
| 348562     | 2005 VM50  | 2 nov 2005  | Mount Lemmon  | Mount Lemmon Survey | —         | MPC                           |
| 348563     | 2005 VO57  | 4 nov 2005  | Mount Lemmon  | Mount Lemmon Survey | —         | MPC                           |
| 348564     | 2005 VG72  | 31 out 2005 | Mount Lemmon  | Mount Lemmon Survey | —         | MPC                           |
| 348565     | 2005 VW73  | 1 nov 2005  | Mount Lemmon  | Mount Lemmon Survey | —         | MPC                           |
| 348566     | 2005 VP95  | 6 nov 2005  | Kitt Peak     | Spacewatch          | —         | MPC                           |
| 348567     | 2005 VJ98  | 2 nov 2005  | Socorro       | LINEAR              | —         | MPC                           |
| 348568     | 2005 VX118 | 10 nov 2005 | Kitt Peak     | Spacewatch          | —         | MPC                           |
| 348569     | 2005 VO126 | 1 nov 2005  | Apache Point  | A. C. Becker        | —         | MPC                           |
| 348570     | 2005 WS    | 20 nov 2005 | La Silla      | R. Behrend          | —         | MPC                           |
| 348571     | 2005 WE4   | 21 nov 2005 | Anderson Mesa | LONEOS              | —         | MPC                           |
| 348572     | 2005 WX5   | 21 nov 2005 | Anderson Mesa | LONEOS              | —         | MPC                           |
| 348573     | 2005 WH20  | 30 set 2005 | Mount Lemmon  | Mount Lemmon Survey | —         | MPC                           |
| 348574     | 2005 WE29  | 21 nov 2005 | Kitt Peak     | Spacewatch          | —         | MPC                           |
| 348575     | 2005 WT30  | 21 nov 2005 | Kitt Peak     | Spacewatch          | —         | MPC                           |
| 348576     | 2005 WT44  | 22 nov 2005 | Kitt Peak     | Spacewatch          | —         | MPC                           |
| 348577     | 2005 WU71  | 21 nov 2005 | Palomar       | NEAT                | —         | MPC                           |
| 348578     | 2005 WN81  | 26 nov 2005 | Kitt Peak     | Spacewatch          | —         | MPC                           |
| 348579     | 2005 WY85  | 28 nov 2005 | Mount Lemmon  | Mount Lemmon Survey | —         | MPC                           |
| 348580     | 2005 WZ87  | 28 nov 2005 | Mount Lemmon  | Mount Lemmon Survey | —         | MPC                           |
| 348581     | 2005 WV88  | 25 nov 2005 | Kitt Peak     | Spacewatch          | —         | MPC                           |
| 348582     | 2005 WN90  | 28 nov 2005 | Socorro       | LINEAR              | —         | MPC                           |
| 348583     | 2005 WW90  | 28 nov 2005 | Socorro       | LINEAR              | —         | MPC                           |
| 348584     | 2005 WF106 | 29 nov 2005 | Socorro       | LINEAR              | —         | MPC                           |
| 348585     | 2005 WP111 | 30 nov 2005 | Socorro       | LINEAR              | —         | MPC                           |
| 348586     | 2005 WP118 | 29 nov 2005 | Socorro       | LINEAR              | —         | MPC                           |
| 348587     | 2005 WE123 | 25 nov 2005 | Mount Lemmon  | Mount Lemmon Survey | Brangane  | MPC                           |
| 348588     | 2005 WX142 | 29 nov 2005 | Mount Lemmon  | Mount Lemmon Survey | —         | MPC                           |
| 348589     | 2005 WX145 | 25 nov 2005 | Kitt Peak     | Spacewatch          | —         | MPC                           |
| 348590     | 2005 WN148 | 26 nov 2005 | Mount Lemmon  | Mount Lemmon Survey | —         | MPC                           |
| 348591     | 2005 WO149 | 28 nov 2005 | Kitt Peak     | Spacewatch          | —         | MPC                           |
| 348592     | 2005 WQ150 | 28 nov 2005 | Kitt Peak     | Spacewatch          | —         | MPC                           |
| 348593     | 2005 WF152 | 28 nov 2005 | Palomar       | NEAT                | —         | MPC                           |
| 348594     | 2005 WE159 | 28 nov 2005 | Catalina      | CSS                 | —         | MPC                           |
| 348595     | 2005 XE1   | 4 dez 2005  | Catalina      | CSS                 | —         | MPC                           |
| 348596     | 2005 XW3   | 1 dez 2005  | Socorro       | LINEAR              | —         | MPC                           |
| 348597     | 2005 XB4   | 1 dez 2005  | Palomar       | NEAT                | —         | MPC                           |
| 348598     | 2005 XK6   | 2 dez 2005  | Socorro       | LINEAR              | —         | MPC                           |
| 348599     | 2005 XL6   | 2 dez 2005  | Socorro       | LINEAR              | —         | MPC                           |
| 348600     | 2005 XV14  | 1 dez 2005  | Socorro       | LINEAR              | —         | MPC                           |

## 348601–348700
| Designação | Designação | Descoberta  | Descoberta    | Descobridor(es)     | Categoria | Mais informações / Referência |
| Permanente | Provisória | Data        | Local         | Descobridor(es)     | Categoria | Mais informações / Referência |
| ---------- | ---------- | ----------- | ------------- | ------------------- | --------- | ----------------------------- |
| 348601     | 2005 XD20  | 2 dez 2005  | Kitt Peak     | Spacewatch          | —         | MPC                           |
| 348602     | 2005 XX23  | 2 dez 2005  | Socorro       | LINEAR              | —         | MPC                           |
| 348603     | 2005 XA35  | 30 nov 2005 | Kitt Peak     | Spacewatch          | Mitidika  | MPC                           |
| 348604     | 2005 XF41  | 6 dez 2005  | Kitt Peak     | Spacewatch          | —         | MPC                           |
| 348605     | 2005 XN48  | 2 dez 2005  | Mount Lemmon  | Mount Lemmon Survey | —         | MPC                           |
| 348606     | 2005 XJ65  | 7 dez 2005  | Kitt Peak     | Spacewatch          | —         | MPC                           |
| 348607     | 2005 XJ87  | 27 out 2005 | Mount Lemmon  | Mount Lemmon Survey | —         | MPC                           |
| 348608     | 2005 XH92  | 6 dez 2005  | Catalina      | CSS                 | —         | MPC                           |
| 348609     | 2005 XL111 | 1 dez 2005  | Kitt Peak     | M. W. Buie          | —         | MPC                           |
| 348610     | 2005 XG116 | 2 dez 2005  | Kitt Peak     | Spacewatch          | —         | MPC                           |
| 348611     | 2005 XJ116 | 2 dez 2005  | Mount Lemmon  | Mount Lemmon Survey | —         | MPC                           |
| 348612     | 2005 YP    | 21 dez 2005 | Catalina      | CSS                 | —         | MPC                           |
| 348613     | 2005 YG4   | 28 out 2005 | Mount Lemmon  | Mount Lemmon Survey | —         | MPC                           |
| 348614     | 2005 YQ5   | 21 dez 2005 | Kitt Peak     | Spacewatch          | —         | MPC                           |
| 348615     | 2005 YU13  | 22 dez 2005 | Kitt Peak     | Spacewatch          | —         | MPC                           |
| 348616     | 2005 YK15  | 6 nov 2005  | Mount Lemmon  | Mount Lemmon Survey | —         | MPC                           |
| 348617     | 2005 YL26  | 24 dez 2005 | Kitt Peak     | Spacewatch          | —         | MPC                           |
| 348618     | 2005 YV30  | 22 dez 2005 | Kitt Peak     | Spacewatch          | —         | MPC                           |
| 348619     | 2005 YY41  | 22 dez 2005 | Kitt Peak     | Spacewatch          | —         | MPC                           |
| 348620     | 2005 YE52  | 26 dez 2005 | Mount Lemmon  | Mount Lemmon Survey | —         | MPC                           |
| 348621     | 2005 YV52  | 21 dez 2005 | Catalina      | CSS                 | —         | MPC                           |
| 348622     | 2005 YP65  | 25 dez 2005 | Kitt Peak     | Spacewatch          | —         | MPC                           |
| 348623     | 2005 YS65  | 25 dez 2005 | Mount Lemmon  | Mount Lemmon Survey | —         | MPC                           |
| 348624     | 2005 YD66  | 25 dez 2005 | Kitt Peak     | Spacewatch          | —         | MPC                           |
| 348625     | 2005 YU67  | 26 dez 2005 | Kitt Peak     | Spacewatch          | —         | MPC                           |
| 348626     | 2005 YT85  | 25 dez 2005 | Mount Lemmon  | Mount Lemmon Survey | —         | MPC                           |
| 348627     | 2005 YK91  | 26 dez 2005 | Mount Lemmon  | Mount Lemmon Survey | —         | MPC                           |
| 348628     | 2005 YV95  | 25 dez 2005 | Kitt Peak     | Spacewatch          | —         | MPC                           |
| 348629     | 2005 YW109 | 25 dez 2005 | Kitt Peak     | Spacewatch          | —         | MPC                           |
| 348630     | 2005 YB120 | 27 dez 2005 | Mount Lemmon  | Mount Lemmon Survey | —         | MPC                           |
| 348631     | 2005 YN121 | 28 dez 2005 | Mount Lemmon  | Mount Lemmon Survey | —         | MPC                           |
| 348632     | 2005 YY126 | 27 dez 2005 | Catalina      | CSS                 | —         | MPC                           |
| 348633     | 2005 YM130 | 25 dez 2005 | Mount Lemmon  | Mount Lemmon Survey | Mitidika  | MPC                           |
| 348634     | 2005 YL132 | 25 dez 2005 | Mount Lemmon  | Mount Lemmon Survey | —         | MPC                           |
| 348635     | 2005 YV142 | 28 dez 2005 | Mount Lemmon  | Mount Lemmon Survey | Mitidika  | MPC                           |
| 348636     | 2005 YX142 | 28 dez 2005 | Mount Lemmon  | Mount Lemmon Survey | —         | MPC                           |
| 348637     | 2005 YW147 | 24 dez 2005 | Kitt Peak     | Spacewatch          | —         | MPC                           |
| 348638     | 2005 YE164 | 29 dez 2005 | Kitt Peak     | Spacewatch          | —         | MPC                           |
| 348639     | 2005 YN167 | 27 dez 2005 | Kitt Peak     | Spacewatch          | —         | MPC                           |
| 348640     | 2005 YZ167 | 28 dez 2005 | Kitt Peak     | Spacewatch          | —         | MPC                           |
| 348641     | 2005 YM168 | 29 dez 2005 | Kitt Peak     | Spacewatch          | —         | MPC                           |
| 348642     | 2005 YY174 | 30 dez 2005 | Socorro       | LINEAR              | —         | MPC                           |
| 348643     | 2005 YT175 | 22 dez 2005 | Kitt Peak     | Spacewatch          | Mitidika  | MPC                           |
| 348644     | 2005 YN186 | 29 dez 2005 | Socorro       | LINEAR              | —         | MPC                           |
| 348645     | 2005 YD187 | 28 dez 2005 | Kitt Peak     | Spacewatch          | Ursula    | MPC                           |
| 348646     | 2005 YT188 | 28 dez 2005 | Mount Lemmon  | Mount Lemmon Survey | —         | MPC                           |
| 348647     | 2005 YD196 | 25 dez 2005 | Catalina      | CSS                 | —         | MPC                           |
| 348648     | 2005 YG196 | 24 dez 2005 | Kitt Peak     | Spacewatch          | —         | MPC                           |
| 348649     | 2005 YZ203 | 25 dez 2005 | Mount Lemmon  | Mount Lemmon Survey | —         | MPC                           |
| 348650     | 2005 YP217 | 30 dez 2005 | Mount Lemmon  | Mount Lemmon Survey | —         | MPC                           |
| 348651     | 2005 YL218 | 30 dez 2005 | Mount Lemmon  | Mount Lemmon Survey | —         | MPC                           |
| 348652     | 2005 YV219 | 31 dez 2005 | Kitt Peak     | Spacewatch          | —         | MPC                           |
| 348653     | 2005 YF246 | 30 dez 2005 | Kitt Peak     | Spacewatch          | —         | MPC                           |
| 348654     | 2005 YT250 | 28 dez 2005 | Kitt Peak     | Spacewatch          | —         | MPC                           |
| 348655     | 2005 YS264 | 25 dez 2005 | Kitt Peak     | Spacewatch          | —         | MPC                           |
| 348656     | 2005 YR266 | 24 dez 2005 | Kitt Peak     | Spacewatch          | —         | MPC                           |
| 348657     | 2005 YU271 | 28 dez 2005 | Mount Lemmon  | Mount Lemmon Survey | —         | MPC                           |
| 348658     | 2005 YJ272 | 29 dez 2005 | Kitt Peak     | Spacewatch          | —         | MPC                           |
| 348659     | 2005 YW280 | 25 dez 2005 | Mount Lemmon  | Mount Lemmon Survey | —         | MPC                           |
| 348660     | 2006 AU10  | 4 jan 2006  | Catalina      | CSS                 | —         | MPC                           |
| 348661     | 2006 AR13  | 5 jan 2006  | Mount Lemmon  | Mount Lemmon Survey | —         | MPC                           |
| 348662     | 2006 AH54  | 5 jan 2006  | Kitt Peak     | Spacewatch          | —         | MPC                           |
| 348663     | 2006 AK68  | 5 jan 2006  | Mount Lemmon  | Mount Lemmon Survey | —         | MPC                           |
| 348664     | 2006 AE90  | 30 nov 2005 | Mount Lemmon  | Mount Lemmon Survey | —         | MPC                           |
| 348665     | 2006 BV2   | 20 jan 2006 | Catalina      | CSS                 | —         | MPC                           |
| 348666     | 2006 BR10  | 20 jan 2006 | Kitt Peak     | Spacewatch          | —         | MPC                           |
| 348667     | 2006 BX11  | 21 jan 2006 | Kitt Peak     | Spacewatch          | —         | MPC                           |
| 348668     | 2006 BT16  | 22 jan 2006 | Mount Lemmon  | Mount Lemmon Survey | —         | MPC                           |
| 348669     | 2006 BF18  | 22 jan 2006 | Mount Lemmon  | Mount Lemmon Survey | —         | MPC                           |
| 348670     | 2006 BX19  | 22 jan 2006 | Anderson Mesa | LONEOS              | —         | MPC                           |
| 348671     | 2006 BZ41  | 22 jan 2006 | Mount Lemmon  | Mount Lemmon Survey | —         | MPC                           |
| 348672     | 2006 BX51  | 25 jan 2006 | Kitt Peak     | Spacewatch          | —         | MPC                           |
| 348673     | 2006 BR58  | 23 jan 2006 | Kitt Peak     | Spacewatch          | —         | MPC                           |
| 348674     | 2006 BA61  | 22 jan 2006 | Catalina      | CSS                 | —         | MPC                           |
| 348675     | 2006 BU61  | 22 jan 2006 | Catalina      | CSS                 | —         | MPC                           |
| 348676     | 2006 BL64  | 22 jan 2006 | Mount Lemmon  | Mount Lemmon Survey | —         | MPC                           |
| 348677     | 2006 BY65  | 23 jan 2006 | Kitt Peak     | Spacewatch          | —         | MPC                           |
| 348678     | 2006 BB74  | 7 out 2005  | Mauna Kea     | A. Boattini         | —         | MPC                           |
| 348679     | 2006 BL75  | 23 jan 2006 | Kitt Peak     | Spacewatch          | —         | MPC                           |
| 348680     | 2006 BO75  | 23 jan 2006 | Kitt Peak     | Spacewatch          | —         | MPC                           |
| 348681     | 2006 BF76  | 23 jan 2006 | Kitt Peak     | Spacewatch          | —         | MPC                           |
| 348682     | 2006 BE77  | 23 jan 2006 | Mount Lemmon  | Mount Lemmon Survey | —         | MPC                           |
| 348683     | 2006 BS85  | 25 jan 2006 | Kitt Peak     | Spacewatch          | Mitidika  | MPC                           |
| 348684     | 2006 BC89  | 25 jan 2006 | Kitt Peak     | Spacewatch          | —         | MPC                           |
| 348685     | 2006 BS90  | 25 jan 2006 | Kitt Peak     | Spacewatch          | Mitidika  | MPC                           |
| 348686     | 2006 BH91  | 26 jan 2006 | Kitt Peak     | Spacewatch          | —         | MPC                           |
| 348687     | 2006 BC96  | 7 jan 2006  | Mount Lemmon  | Mount Lemmon Survey | —         | MPC                           |
| 348688     | 2006 BX98  | 25 jan 2006 | Kitt Peak     | Spacewatch          | —         | MPC                           |
| 348689     | 2006 BD103 | 24 out 2005 | Mauna Kea     | A. Boattini         | Pallas    | MPC                           |
| 348690     | 2006 BD105 | 25 jan 2006 | Kitt Peak     | Spacewatch          | —         | MPC                           |
| 348691     | 2006 BF108 | 25 jan 2006 | Kitt Peak     | Spacewatch          | —         | MPC                           |
| 348692     | 2006 BF110 | 25 jan 2006 | Kitt Peak     | Spacewatch          | —         | MPC                           |
| 348693     | 2006 BP116 | 26 jan 2006 | Kitt Peak     | Spacewatch          | —         | MPC                           |
| 348694     | 2006 BT135 | 27 jan 2006 | Mount Lemmon  | Mount Lemmon Survey | —         | MPC                           |
| 348695     | 2006 BG163 | 26 jan 2006 | Mount Lemmon  | Mount Lemmon Survey | Mitidika  | MPC                           |
| 348696     | 2006 BL177 | 27 jan 2006 | Mount Lemmon  | Mount Lemmon Survey | —         | MPC                           |
| 348697     | 2006 BD183 | 7 jan 2006  | Mount Lemmon  | Mount Lemmon Survey | —         | MPC                           |
| 348698     | 2006 BO193 | 30 jan 2006 | Kitt Peak     | Spacewatch          | —         | MPC                           |
| 348699     | 2006 BK205 | 31 jan 2006 | Kitt Peak     | Spacewatch          | Mitidika  | MPC                           |
| 348700     | 2006 BA214 | 23 jan 2006 | Socorro       | LINEAR              | —         | MPC                           |

## 348701–348800
| Designação | Designação | Descoberta  | Descoberta        | Descobridor(es)     | Categoria | Mais informações / Referência |
| Permanente | Provisória | Data        | Local             | Descobridor(es)     | Categoria | Mais informações / Referência |
| ---------- | ---------- | ----------- | ----------------- | ------------------- | --------- | ----------------------------- |
| 348701     | 2006 BM224 | 30 jan 2006 | Kitt Peak         | Spacewatch          | —         | MPC                           |
| 348702     | 2006 BR245 | 31 jan 2006 | Kitt Peak         | Spacewatch          | —         | MPC                           |
| 348703     | 2006 BM269 | 28 jan 2006 | Catalina          | CSS                 | —         | MPC                           |
| 348704     | 2006 BU274 | 23 jan 2006 | Kitt Peak         | Spacewatch          | —         | MPC                           |
| 348705     | 2006 BG276 | 31 jan 2006 | Kitt Peak         | Spacewatch          | —         | MPC                           |
| 348706     | 2006 BF278 | 21 jan 2006 | Mount Lemmon      | Mount Lemmon Survey | Mitidika  | MPC                           |
| 348707     | 2006 CL3   | 1 fev 2006  | Mount Lemmon      | Mount Lemmon Survey | —         | MPC                           |
| 348708     | 2006 CO9   | 4 fev 2006  | 7300 Observatory  | W. K. Y. Yeung      | —         | MPC                           |
| 348709     | 2006 CH26  | 2 fev 2006  | Kitt Peak         | Spacewatch          | Mitidika  | MPC                           |
| 348710     | 2006 CR29  | 2 fev 2006  | Kitt Peak         | Spacewatch          | —         | MPC                           |
| 348711     | 2006 CA44  | 2 fev 2006  | Kitt Peak         | Spacewatch          | —         | MPC                           |
| 348712     | 2006 CO68  | 7 fev 2006  | Mount Lemmon      | Mount Lemmon Survey | —         | MPC                           |
| 348713     | 2006 DJ17  | 20 fev 2006 | Kitt Peak         | Spacewatch          | —         | MPC                           |
| 348714     | 2006 DF34  | 20 fev 2006 | Kitt Peak         | Spacewatch          | —         | MPC                           |
| 348715     | 2006 DW36  | 20 fev 2006 | Kitt Peak         | Spacewatch          | —         | MPC                           |
| 348716     | 2006 DK39  | 21 fev 2006 | Mount Lemmon      | Mount Lemmon Survey | —         | MPC                           |
| 348717     | 2006 DR41  | 23 fev 2006 | Kitt Peak         | Spacewatch          | —         | MPC                           |
| 348718     | 2006 DO42  | 20 fev 2006 | Kitt Peak         | Spacewatch          | —         | MPC                           |
| 348719     | 2006 DF47  | 21 fev 2006 | Anderson Mesa     | LONEOS              | —         | MPC                           |
| 348720     | 2006 DY50  | 23 fev 2006 | Eskridge          | Farpoint Obs.       | —         | MPC                           |
| 348721     | 2006 DJ70  | 20 fev 2006 | Kitt Peak         | Spacewatch          | —         | MPC                           |
| 348722     | 2006 DS71  | 21 fev 2006 | Mount Lemmon      | Mount Lemmon Survey | —         | MPC                           |
| 348723     | 2006 DN106 | 21 mar 2002 | Kitt Peak         | Spacewatch          | —         | MPC                           |
| 348724     | 2006 DP120 | 21 fev 2006 | Catalina          | CSS                 | —         | MPC                           |
| 348725     | 2006 DC125 | 25 fev 2006 | Kitt Peak         | Spacewatch          | —         | MPC                           |
| 348726     | 2006 DP157 | 27 fev 2006 | Kitt Peak         | Spacewatch          | Mitidika  | MPC                           |
| 348727     | 2006 DB163 | 27 fev 2006 | Mount Lemmon      | Mount Lemmon Survey | —         | MPC                           |
| 348728     | 2006 DH216 | 25 fev 2006 | Mount Lemmon      | Mount Lemmon Survey | —         | MPC                           |
| 348729     | 2006 EP44  | 5 mar 2006  | Kitt Peak         | Spacewatch          | —         | MPC                           |
| 348730     | 2006 EK46  | 4 mar 2006  | Kitt Peak         | Spacewatch          | Mitidika  | MPC                           |
| 348731     | 2006 EH47  | 4 mar 2006  | Kitt Peak         | Spacewatch          | —         | MPC                           |
| 348732     | 2006 FT7   | 23 mar 2006 | Kitt Peak         | Spacewatch          | —         | MPC                           |
| 348733     | 2006 FH17  | 23 mar 2006 | Mount Lemmon      | Mount Lemmon Survey | Chloris   | MPC                           |
| 348734     | 2006 FX19  | 23 mar 2006 | Mount Lemmon      | Mount Lemmon Survey | —         | MPC                           |
| 348735     | 2006 FV22  | 24 mar 2006 | Mount Lemmon      | Mount Lemmon Survey | —         | MPC                           |
| 348736     | 2006 FP35  | 28 mar 2006 | Lulin Observatory | Q.-z. Ye            | —         | MPC                           |
| 348737     | 2006 FN41  | 26 mar 2006 | Mount Lemmon      | Mount Lemmon Survey | —         | MPC                           |
| 348738     | 2006 FQ51  | 25 mar 2006 | Kitt Peak         | Spacewatch          | —         | MPC                           |
| 348739     | 2006 GS3   | 6 abr 2006  | Great Shefford    | P. Birtwhistle      | Juno      | MPC                           |
| 348740     | 2006 GH4   | 2 abr 2006  | Kitt Peak         | Spacewatch          | —         | MPC                           |
| 348741     | 2006 GK25  | 2 abr 2006  | Kitt Peak         | Spacewatch          | —         | MPC                           |
| 348742     | 2006 GB31  | 2 abr 2006  | Kitt Peak         | Spacewatch          | —         | MPC                           |
| 348743     | 2006 HG5   | 19 abr 2006 | Catalina          | CSS                 | Phocaea   | MPC                           |
| 348744     | 2006 HZ9   | 19 abr 2006 | Kitt Peak         | Spacewatch          | —         | MPC                           |
| 348745     | 2006 HB10  | 19 abr 2006 | Kitt Peak         | Spacewatch          | —         | MPC                           |
| 348746     | 2006 HK15  | 19 abr 2006 | Catalina          | CSS                 | —         | MPC                           |
| 348747     | 2006 HN16  | 20 abr 2006 | Kitt Peak         | Spacewatch          | —         | MPC                           |
| 348748     | 2006 HO24  | 20 abr 2006 | Kitt Peak         | Spacewatch          | —         | MPC                           |
| 348749     | 2006 HG40  | 21 abr 2006 | Kitt Peak         | Spacewatch          | —         | MPC                           |
| 348750     | 2006 HQ41  | 21 abr 2006 | Kitt Peak         | Spacewatch          | —         | MPC                           |
| 348751     | 2006 HT43  | 24 abr 2006 | Mount Lemmon      | Mount Lemmon Survey | —         | MPC                           |
| 348752     | 2006 HX49  | 26 abr 2006 | Kitt Peak         | Spacewatch          | Mitidika  | MPC                           |
| 348753     | 2006 HH54  | 20 abr 2006 | Catalina          | CSS                 | —         | MPC                           |
| 348754     | 2006 HZ62  | 8 abr 2006  | Kitt Peak         | Spacewatch          | —         | MPC                           |
| 348755     | 2006 HD66  | 24 abr 2006 | Kitt Peak         | Spacewatch          | —         | MPC                           |
| 348756     | 2006 HS73  | 25 abr 2006 | Kitt Peak         | Spacewatch          | —         | MPC                           |
| 348757     | 2006 HS80  | 26 abr 2006 | Kitt Peak         | Spacewatch          | —         | MPC                           |
| 348758     | 2006 HS91  | 29 abr 2006 | Kitt Peak         | Spacewatch          | —         | MPC                           |
| 348759     | 2006 HB93  | 29 abr 2006 | Kitt Peak         | Spacewatch          | —         | MPC                           |
| 348760     | 2006 HK107 | 30 abr 2006 | Kitt Peak         | Spacewatch          | —         | MPC                           |
| 348761     | 2006 HT107 | 30 abr 2006 | Kitt Peak         | Spacewatch          | —         | MPC                           |
| 348762     | 2006 HS111 | 29 abr 2006 | Siding Spring     | SSS                 | Pallas    | MPC                           |
| 348763     | 2006 HD153 | 26 abr 2006 | Mount Lemmon      | Mount Lemmon Survey | —         | MPC                           |
| 348764     | 2006 JM21  | 2 mai 2006  | Kitt Peak         | Spacewatch          | —         | MPC                           |
| 348765     | 2006 JC23  | 3 mai 2006  | Mount Lemmon      | Mount Lemmon Survey | Mitidika  | MPC                           |
| 348766     | 2006 JW34  | 4 mai 2006  | Kitt Peak         | Spacewatch          | —         | MPC                           |
| 348767     | 2006 JW36  | 4 mai 2006  | Kitt Peak         | Spacewatch          | —         | MPC                           |
| 348768     | 2006 JJ40  | 7 mai 2006  | Mount Lemmon      | Mount Lemmon Survey | —         | MPC                           |
| 348769     | 2006 JR43  | 7 abr 2006  | Kitt Peak         | Spacewatch          | —         | MPC                           |
| 348770     | 2006 JL53  | 6 mai 2006  | Kitt Peak         | Spacewatch          | —         | MPC                           |
| 348771     | 2006 KQ    | 17 mai 2006 | Palomar           | NEAT                | —         | MPC                           |
| 348772     | 2006 KN15  | 20 mai 2006 | Kitt Peak         | Spacewatch          | —         | MPC                           |
| 348773     | 2006 KX23  | 19 mai 2006 | Anderson Mesa     | LONEOS              | —         | MPC                           |
| 348774     | 2006 KG27  | 20 mai 2006 | Mount Lemmon      | Mount Lemmon Survey | —         | MPC                           |
| 348775     | 2006 KR35  | 20 mai 2006 | Kitt Peak         | Spacewatch          | —         | MPC                           |
| 348776     | 2006 KZ37  | 24 mai 2006 | Catalina          | CSS                 | —         | MPC                           |
| 348777     | 2006 KX50  | 21 mai 2006 | Kitt Peak         | Spacewatch          | —         | MPC                           |
| 348778     | 2006 KS53  | 21 mai 2006 | Kitt Peak         | Spacewatch          | —         | MPC                           |
| 348779     | 2006 KJ54  | 21 mai 2006 | Kitt Peak         | Spacewatch          | —         | MPC                           |
| 348780     | 2006 KD57  | 22 mai 2006 | Kitt Peak         | Spacewatch          | —         | MPC                           |
| 348781     | 2006 KB60  | 22 mai 2006 | Kitt Peak         | Spacewatch          | —         | MPC                           |
| 348782     | 2006 KY61  | 22 mai 2006 | Kitt Peak         | Spacewatch          | —         | MPC                           |
| 348783     | 2006 KJ86  | 24 mai 2006 | Anderson Mesa     | LONEOS              | —         | MPC                           |
| 348784     | 2006 KK112 | 31 mai 2006 | Mount Lemmon      | Mount Lemmon Survey | —         | MPC                           |
| 348785     | 2006 OD12  | 21 jul 2006 | Catalina          | CSS                 | —         | MPC                           |
| 348786     | 2006 OG20  | 18 jul 2006 | Siding Spring     | SSS                 | —         | MPC                           |
| 348787     | 2006 PX5   | 12 ago 2006 | Palomar           | NEAT                | Vesta     | MPC                           |
| 348788     | 2006 PK7   | 12 ago 2006 | Palomar           | NEAT                | —         | MPC                           |
| 348789     | 2006 PF10  | 13 ago 2006 | Palomar           | NEAT                | —         | MPC                           |
| 348790     | 2006 PM14  | 10 mai 2006 | Mount Lemmon      | Mount Lemmon Survey | —         | MPC                           |
| 348791     | 2006 PY22  | 15 ago 2006 | Palomar           | NEAT                | —         | MPC                           |
| 348792     | 2006 PA30  | 12 ago 2006 | Lulin Observatory | H.-C. Lin, Q.-z. Ye | —         | MPC                           |
| 348793     | 2006 QH3   | 17 ago 2006 | Palomar           | NEAT                | —         | MPC                           |
| 348794     | 2006 QC9   | 19 ago 2006 | Kitt Peak         | Spacewatch          | —         | MPC                           |
| 348795     | 2006 QL10  | 19 ago 2006 | Reedy Creek       | J. Broughton        | —         | MPC                           |
| 348796     | 2006 QX26  | 18 jul 2006 | Mount Lemmon      | Mount Lemmon Survey | —         | MPC                           |
| 348797     | 2006 QO29  | 17 ago 2006 | Palomar           | NEAT                | —         | MPC                           |
| 348798     | 2006 QG30  | 20 ago 2006 | Palomar           | NEAT                | —         | MPC                           |
| 348799     | 2006 QT33  | 23 ago 2006 | Antares           | ARO                 | —         | MPC                           |
| 348800     | 2006 QK43  | 18 ago 2006 | Anderson Mesa     | LONEOS              | —         | MPC                           |

## 348801–348900
| Designação | Designação | Descoberta  | Descoberta    | Descobridor(es)     | Categoria | Mais informações / Referência |
| Permanente | Provisória | Data        | Local         | Descobridor(es)     | Categoria | Mais informações / Referência |
| ---------- | ---------- | ----------- | ------------- | ------------------- | --------- | ----------------------------- |
| 348801     | 2006 QZ43  | 31 jul 2006 | Siding Spring | SSS                 | —         | MPC                           |
| 348802     | 2006 QF58  | 17 ago 2006 | Palomar       | NEAT                | —         | MPC                           |
| 348803     | 2006 QS105 | 28 ago 2006 | Catalina      | CSS                 | —         | MPC                           |
| 348804     | 2006 QG115 | 27 ago 2006 | Anderson Mesa | LONEOS              | —         | MPC                           |
| 348805     | 2006 QQ126 | 16 ago 2006 | Palomar       | NEAT                | —         | MPC                           |
| 348806     | 2006 QL128 | 17 ago 2006 | Palomar       | NEAT                | —         | MPC                           |
| 348807     | 2006 QM128 | 17 ago 2006 | Palomar       | NEAT                | —         | MPC                           |
| 348808     | 2006 QR142 | 29 ago 2006 | Anderson Mesa | LONEOS              | —         | MPC                           |
| 348809     | 2006 QW160 | 19 ago 2006 | Kitt Peak     | Spacewatch          | —         | MPC                           |
| 348810     | 2006 QJ164 | 29 ago 2006 | Anderson Mesa | LONEOS              | —         | MPC                           |
| 348811     | 2006 QO164 | 29 ago 2006 | Anderson Mesa | LONEOS              | —         | MPC                           |
| 348812     | 2006 QP183 | 29 ago 2006 | Lulin         | H.-C. Lin, Q.-z. Ye | —         | MPC                           |
| 348813     | 2006 QK186 | 19 ago 2006 | Kitt Peak     | Spacewatch          | —         | MPC                           |
| 348814     | 2006 QN186 | 19 ago 2006 | Kitt Peak     | Spacewatch          | —         | MPC                           |
| 348815     | 2006 RA3   | 1 set 2006  | Socorro       | LINEAR              | Eos       | MPC                           |
| 348816     | 2006 RF15  | 14 set 2006 | Kitt Peak     | Spacewatch          | —         | MPC                           |
| 348817     | 2006 RE16  | 14 set 2006 | Palomar       | NEAT                | —         | MPC                           |
| 348818     | 2006 RM17  | 29 ago 2006 | Anderson Mesa | LONEOS              | Brangane  | MPC                           |
| 348819     | 2006 RQ27  | 14 set 2006 | Palomar       | NEAT                | —         | MPC                           |
| 348820     | 2006 RN30  | 15 set 2006 | Kitt Peak     | Spacewatch          | —         | MPC                           |
| 348821     | 2006 RA38  | 12 set 2006 | Catalina      | CSS                 | —         | MPC                           |
| 348822     | 2006 RF46  | 14 set 2006 | Kitt Peak     | Spacewatch          | —         | MPC                           |
| 348823     | 2006 RS46  | 14 set 2006 | Kitt Peak     | Spacewatch          | —         | MPC                           |
| 348824     | 2006 RX50  | 14 set 2006 | Kitt Peak     | Spacewatch          | —         | MPC                           |
| 348825     | 2006 RV54  | 14 set 2006 | Kitt Peak     | Spacewatch          | —         | MPC                           |
| 348826     | 2006 RY56  | 14 set 2006 | Kitt Peak     | Spacewatch          | —         | MPC                           |
| 348827     | 2006 RF58  | 15 set 2006 | Kitt Peak     | Spacewatch          | —         | MPC                           |
| 348828     | 2006 RJ59  | 15 set 2006 | Kitt Peak     | Spacewatch          | —         | MPC                           |
| 348829     | 2006 RX62  | 14 set 2006 | Catalina      | CSS                 | —         | MPC                           |
| 348830     | 2006 RQ68  | 15 set 2006 | Kitt Peak     | Spacewatch          | —         | MPC                           |
| 348831     | 2006 RD78  | 15 set 2006 | Kitt Peak     | Spacewatch          | —         | MPC                           |
| 348832     | 2006 RC81  | 15 set 2006 | Kitt Peak     | Spacewatch          | —         | MPC                           |
| 348833     | 2006 RX83  | 15 set 2006 | Kitt Peak     | Spacewatch          | —         | MPC                           |
| 348834     | 2006 RV92  | 15 set 2006 | Kitt Peak     | Spacewatch          | —         | MPC                           |
| 348835     | 2006 RL98  | 16 ago 2006 | Palomar       | NEAT                | —         | MPC                           |
| 348836     | 2006 RN108 | 14 set 2006 | Mauna Kea     | J. Masiero          | —         | MPC                           |
| 348837     | 2006 RO110 | 14 set 2006 | Mauna Kea     | J. Masiero          | —         | MPC                           |
| 348838     | 2006 RO121 | 14 set 2006 | Kitt Peak     | Spacewatch          | Brangane  | MPC                           |
| 348839     | 2006 SE4   | 16 set 2006 | Catalina      | CSS                 | —         | MPC                           |
| 348840     | 2006 SK7   | 18 set 2006 | Kitt Peak     | Spacewatch          | —         | MPC                           |
| 348841     | 2006 SC11  | 16 set 2006 | Kitt Peak     | Spacewatch          | Brangane  | MPC                           |
| 348842     | 2006 SL15  | 17 set 2006 | Catalina      | CSS                 | Ursula    | MPC                           |
| 348843     | 2006 SB24  | 18 set 2006 | Catalina      | CSS                 | —         | MPC                           |
| 348844     | 2006 SQ32  | 17 set 2006 | Kitt Peak     | Spacewatch          | —         | MPC                           |
| 348845     | 2006 SO36  | 17 set 2006 | Anderson Mesa | LONEOS              | —         | MPC                           |
| 348846     | 2006 SB40  | 18 set 2006 | Catalina      | CSS                 | —         | MPC                           |
| 348847     | 2006 SC41  | 18 set 2006 | Catalina      | CSS                 | —         | MPC                           |
| 348848     | 2006 SK59  | 16 set 2006 | Catalina      | CSS                 | —         | MPC                           |
| 348849     | 2006 SR71  | 19 set 2006 | Kitt Peak     | Spacewatch          | —         | MPC                           |
| 348850     | 2006 SY73  | 19 set 2006 | Kitt Peak     | Spacewatch          | —         | MPC                           |
| 348851     | 2006 SP79  | 17 set 2006 | Catalina      | CSS                 | —         | MPC                           |
| 348852     | 2006 ST86  | 18 set 2006 | Kitt Peak     | Spacewatch          | Brangane  | MPC                           |
| 348853     | 2006 SP88  | 18 set 2006 | Kitt Peak     | Spacewatch          | —         | MPC                           |
| 348854     | 2006 SB89  | 18 set 2006 | Kitt Peak     | Spacewatch          | —         | MPC                           |
| 348855     | 2006 SG98  | 18 set 2006 | Kitt Peak     | Spacewatch          | —         | MPC                           |
| 348856     | 2006 SQ128 | 17 set 2006 | Catalina      | CSS                 | —         | MPC                           |
| 348857     | 2006 SR128 | 17 set 2006 | Catalina      | CSS                 | —         | MPC                           |
| 348858     | 2006 SW128 | 17 set 2006 | Catalina      | CSS                 | —         | MPC                           |
| 348859     | 2006 SA129 | 17 set 2006 | Catalina      | CSS                 | —         | MPC                           |
| 348860     | 2006 SU130 | 22 set 2006 | Anderson Mesa | LONEOS              | —         | MPC                           |
| 348861     | 2006 SD132 | 16 set 2006 | Catalina      | CSS                 | —         | MPC                           |
| 348862     | 2006 SK133 | 17 set 2006 | Catalina      | CSS                 | Brangane  | MPC                           |
| 348863     | 2006 SQ138 | 20 set 2006 | Palomar       | NEAT                | —         | MPC                           |
| 348864     | 2006 SG139 | 21 set 2006 | Anderson Mesa | LONEOS              | —         | MPC                           |
| 348865     | 2006 SO141 | 25 set 2006 | Anderson Mesa | LONEOS              | —         | MPC                           |
| 348866     | 2006 SH144 | 19 set 2006 | Kitt Peak     | Spacewatch          | Ursula    | MPC                           |
| 348867     | 2006 SO145 | 15 set 2006 | Kitt Peak     | Spacewatch          | Brangane  | MPC                           |
| 348868     | 2006 SR152 | 19 set 2006 | Catalina      | CSS                 | —         | MPC                           |
| 348869     | 2006 SN157 | 23 set 2006 | Kitt Peak     | Spacewatch          | —         | MPC                           |
| 348870     | 2006 SO160 | 23 set 2006 | Kitt Peak     | Spacewatch          | —         | MPC                           |
| 348871     | 2006 SS162 | 24 set 2006 | Kitt Peak     | Spacewatch          | —         | MPC                           |
| 348872     | 2006 SN176 | 25 set 2006 | Kitt Peak     | Spacewatch          | —         | MPC                           |
| 348873     | 2006 SC182 | 25 set 2006 | Anderson Mesa | LONEOS              | —         | MPC                           |
| 348874     | 2006 SM199 | 24 set 2006 | Kitt Peak     | Spacewatch          | —         | MPC                           |
| 348875     | 2006 SP201 | 24 set 2006 | Kitt Peak     | Spacewatch          | —         | MPC                           |
| 348876     | 2006 SR201 | 24 set 2006 | Kitt Peak     | Spacewatch          | —         | MPC                           |
| 348877     | 2006 SS202 | 25 set 2006 | Kitt Peak     | Spacewatch          | —         | MPC                           |
| 348878     | 2006 SX205 | 25 set 2006 | Anderson Mesa | LONEOS              | —         | MPC                           |
| 348879     | 2006 SJ210 | 26 set 2006 | Mount Lemmon  | Mount Lemmon Survey | —         | MPC                           |
| 348880     | 2006 SY211 | 18 set 2006 | Kitt Peak     | Spacewatch          | —         | MPC                           |
| 348881     | 2006 SR218 | 29 set 2006 | Kitami        | K. Endate           | —         | MPC                           |
| 348882     | 2006 SP240 | 18 set 2006 | Kitt Peak     | Spacewatch          | —         | MPC                           |
| 348883     | 2006 SF245 | 18 set 2006 | Kitt Peak     | Spacewatch          | —         | MPC                           |
| 348884     | 2006 SN259 | 26 set 2006 | Kitt Peak     | Spacewatch          | Brangane  | MPC                           |
| 348885     | 2006 SQ259 | 26 set 2006 | Kitt Peak     | Spacewatch          | —         | MPC                           |
| 348886     | 2006 SF264 | 26 set 2006 | Kitt Peak     | Spacewatch          | —         | MPC                           |
| 348887     | 2006 SU265 | 26 set 2006 | Kitt Peak     | Spacewatch          | —         | MPC                           |
| 348888     | 2006 SX266 | 26 set 2006 | Kitt Peak     | Spacewatch          | —         | MPC                           |
| 348889     | 2006 SD268 | 26 set 2006 | Kitt Peak     | Spacewatch          | Brangane  | MPC                           |
| 348890     | 2006 SC270 | 26 set 2006 | Catalina      | CSS                 | —         | MPC                           |
| 348891     | 2006 SC274 | 27 set 2006 | Mount Lemmon  | Mount Lemmon Survey | —         | MPC                           |
| 348892     | 2006 SA294 | 25 set 2006 | Kitt Peak     | Spacewatch          | Ursula    | MPC                           |
| 348893     | 2006 SF301 | 26 set 2006 | Mount Lemmon  | Mount Lemmon Survey | —         | MPC                           |
| 348894     | 2006 ST314 | 27 set 2006 | Kitt Peak     | Spacewatch          | —         | MPC                           |
| 348895     | 2006 SS334 | 28 set 2006 | Kitt Peak     | Spacewatch          | —         | MPC                           |
| 348896     | 2006 SE339 | 28 set 2006 | Kitt Peak     | Spacewatch          | —         | MPC                           |
| 348897     | 2006 SA343 | 28 set 2006 | Kitt Peak     | Spacewatch          | —         | MPC                           |
| 348898     | 2006 SF347 | 28 set 2006 | Kitt Peak     | Spacewatch          | —         | MPC                           |
| 348899     | 2006 SX348 | 28 set 2006 | Kitt Peak     | Spacewatch          | Maria     | MPC                           |
| 348900     | 2006 SR357 | 30 set 2006 | Mount Lemmon  | Mount Lemmon Survey | —         | MPC                           |

## 348901–349000
| Designação | Designação | Descoberta  | Descoberta   | Descobridor(es)     | Categoria | Mais informações / Referência |
| Permanente | Provisória | Data        | Local        | Descobridor(es)     | Categoria | Mais informações / Referência |
| ---------- | ---------- | ----------- | ------------ | ------------------- | --------- | ----------------------------- |
| 348901     | 2006 SU360 | 30 set 2006 | Mount Lemmon | Mount Lemmon Survey | —         | MPC                           |
| 348902     | 2006 SD365 | 30 set 2006 | Catalina     | CSS                 | Brangane  | MPC                           |
| 348903     | 2006 SZ372 | 17 set 2006 | Catalina     | CSS                 | Ursula    | MPC                           |
| 348904     | 2006 SP374 | 16 set 2006 | Apache Point | A. C. Becker        | —         | MPC                           |
| 348905     | 2006 SJ392 | 25 set 2006 | Kitt Peak    | Spacewatch          | —         | MPC                           |
| 348906     | 2006 SL392 | 25 set 2006 | Mount Lemmon | Mount Lemmon Survey | —         | MPC                           |
| 348907     | 2006 SC396 | 17 set 2006 | Kitt Peak    | Spacewatch          | —         | MPC                           |
| 348908     | 2006 SA397 | 18 set 2006 | Kitt Peak    | Spacewatch          | —         | MPC                           |
| 348909     | 2006 SE402 | 18 set 2006 | Catalina     | CSS                 | —         | MPC                           |
| 348910     | 2006 SE409 | 30 set 2006 | Mount Lemmon | Mount Lemmon Survey | —         | MPC                           |
| 348911     | 2006 SM409 | 19 set 2006 | Catalina     | CSS                 | —         | MPC                           |
| 348912     | 2006 TV8   | 11 out 2006 | Kitt Peak    | Spacewatch          | —         | MPC                           |
| 348913     | 2006 TJ9   | 11 out 2006 | Kitt Peak    | Spacewatch          | —         | MPC                           |
| 348914     | 2006 TN9   | 11 out 2006 | Kitt Peak    | Spacewatch          | —         | MPC                           |
| 348915     | 2006 TG12  | 4 out 2006  | Mount Lemmon | Mount Lemmon Survey | —         | MPC                           |
| 348916     | 2006 TF13  | 22 jul 2006 | Mount Lemmon | Mount Lemmon Survey | —         | MPC                           |
| 348917     | 2006 TM19  | 11 out 2006 | Kitt Peak    | Spacewatch          | Ursula    | MPC                           |
| 348918     | 2006 TV19  | 11 out 2006 | Kitt Peak    | Spacewatch          | —         | MPC                           |
| 348919     | 2006 TT21  | 11 out 2006 | Kitt Peak    | Spacewatch          | —         | MPC                           |
| 348920     | 2006 TW25  | 4 out 2006  | Mount Lemmon | Mount Lemmon Survey | —         | MPC                           |
| 348921     | 2006 TV26  | 12 out 2006 | Kitt Peak    | Spacewatch          | —         | MPC                           |
| 348922     | 2006 TJ27  | 12 out 2006 | Kitt Peak    | Spacewatch          | —         | MPC                           |
| 348923     | 2006 TN27  | 25 set 2006 | Mount Lemmon | Mount Lemmon Survey | —         | MPC                           |
| 348924     | 2006 TL28  | 12 out 2006 | Kitt Peak    | Spacewatch          | Ursula    | MPC                           |
| 348925     | 2006 TR28  | 12 out 2006 | Kitt Peak    | Spacewatch          | —         | MPC                           |
| 348926     | 2006 TS37  | 12 out 2006 | Kitt Peak    | Spacewatch          | —         | MPC                           |
| 348927     | 2006 TR39  | 21 jul 2006 | Mount Lemmon | Mount Lemmon Survey | —         | MPC                           |
| 348928     | 2006 TQ41  | 12 out 2006 | Palomar      | NEAT                | —         | MPC                           |
| 348929     | 2006 TS42  | 12 out 2006 | Kitt Peak    | Spacewatch          | —         | MPC                           |
| 348930     | 2006 TW46  | 12 out 2006 | Kitt Peak    | Spacewatch          | —         | MPC                           |
| 348931     | 2006 TL55  | 12 out 2006 | Palomar      | NEAT                | —         | MPC                           |
| 348932     | 2006 TD61  | 15 out 2006 | Catalina     | CSS                 | —         | MPC                           |
| 348933     | 2006 TR66  | 11 out 2006 | Palomar      | NEAT                | —         | MPC                           |
| 348934     | 2006 TA67  | 11 out 2006 | Palomar      | NEAT                | —         | MPC                           |
| 348935     | 2006 TD67  | 28 set 2006 | Catalina     | CSS                 | —         | MPC                           |
| 348936     | 2006 TQ68  | 11 out 2006 | Palomar      | NEAT                | —         | MPC                           |
| 348937     | 2006 TE69  | 11 out 2006 | Palomar      | NEAT                | Brangane  | MPC                           |
| 348938     | 2006 TV71  | 11 out 2006 | Palomar      | NEAT                | —         | MPC                           |
| 348939     | 2006 TT74  | 11 out 2006 | Palomar      | NEAT                | —         | MPC                           |
| 348940     | 2006 TY75  | 11 out 2006 | Palomar      | NEAT                | —         | MPC                           |
| 348941     | 2006 TV76  | 11 out 2006 | Palomar      | NEAT                | —         | MPC                           |
| 348942     | 2006 TC93  | 15 out 2006 | Kitt Peak    | Spacewatch          | —         | MPC                           |
| 348943     | 2006 TV93  | 2 out 2006  | Mount Lemmon | Mount Lemmon Survey | —         | MPC                           |
| 348944     | 2006 TA94  | 30 set 2006 | Mount Lemmon | Mount Lemmon Survey | —         | MPC                           |
| 348945     | 2006 TV96  | 12 out 2006 | Kitt Peak    | Spacewatch          | —         | MPC                           |
| 348946     | 2006 TO97  | 13 out 2006 | Kitt Peak    | Spacewatch          | —         | MPC                           |
| 348947     | 2006 TV101 | 15 out 2006 | Kitt Peak    | Spacewatch          | —         | MPC                           |
| 348948     | 2006 TD105 | 15 out 2006 | Kitt Peak    | Spacewatch          | —         | MPC                           |
| 348949     | 2006 TY106 | 15 out 2006 | Catalina     | CSS                 | —         | MPC                           |
| 348950     | 2006 TT114 | 1 out 2006  | Apache Point | A. C. Becker        | —         | MPC                           |
| 348951     | 2006 TD119 | 11 out 2006 | Apache Point | A. C. Becker        | —         | MPC                           |
| 348952     | 2006 TD120 | 28 set 2006 | Kitt Peak    | Spacewatch          | —         | MPC                           |
| 348953     | 2006 TY124 | 4 out 2006  | Mount Lemmon | Mount Lemmon Survey | —         | MPC                           |
| 348954     | 2006 TE125 | 11 out 2006 | Palomar      | NEAT                | —         | MPC                           |
| 348955     | 2006 UG    | 16 out 2006 | Desert Moon  | B. L. Stevens       | —         | MPC                           |
| 348956     | 2006 UW6   | 3 out 2006  | Mount Lemmon | Mount Lemmon Survey | —         | MPC                           |
| 348957     | 2006 US9   | 16 out 2006 | Catalina     | CSS                 | —         | MPC                           |
| 348958     | 2006 UO26  | 16 out 2006 | Kitt Peak    | Spacewatch          | —         | MPC                           |
| 348959     | 2006 UP29  | 16 out 2006 | Kitt Peak    | Spacewatch          | —         | MPC                           |
| 348960     | 2006 UM31  | 25 set 2006 | Mount Lemmon | Mount Lemmon Survey | Eos       | MPC                           |
| 348961     | 2006 UO37  | 16 out 2006 | Kitt Peak    | Spacewatch          | —         | MPC                           |
| 348962     | 2006 UM38  | 16 out 2006 | Kitt Peak    | Spacewatch          | —         | MPC                           |
| 348963     | 2006 UQ46  | 16 out 2006 | Kitt Peak    | Spacewatch          | —         | MPC                           |
| 348964     | 2006 UC49  | 25 ago 2006 | Lulin        | Lulin Obs.          | Brangane  | MPC                           |
| 348965     | 2006 UF53  | 17 out 2006 | Mount Lemmon | Mount Lemmon Survey | —         | MPC                           |
| 348966     | 2006 UX59  | 19 out 2006 | Catalina     | CSS                 | —         | MPC                           |
| 348967     | 2006 UR73  | 17 out 2006 | Kitt Peak    | Spacewatch          | —         | MPC                           |
| 348968     | 2006 UY78  | 17 out 2006 | Kitt Peak    | Spacewatch          | —         | MPC                           |
| 348969     | 2006 UT80  | 2 out 2006  | Mount Lemmon | Mount Lemmon Survey | —         | MPC                           |
| 348970     | 2006 UA81  | 17 out 2006 | Kitt Peak    | Spacewatch          | —         | MPC                           |
| 348971     | 2006 UH81  | 17 out 2006 | Mount Lemmon | Mount Lemmon Survey | —         | MPC                           |
| 348972     | 2006 UJ94  | 2 out 2006  | Mount Lemmon | Mount Lemmon Survey | —         | MPC                           |
| 348973     | 2006 UJ97  | 18 out 2006 | Kitt Peak    | Spacewatch          | —         | MPC                           |
| 348974     | 2006 UV100 | 3 out 2006  | Mount Lemmon | Mount Lemmon Survey | —         | MPC                           |
| 348975     | 2006 UG111 | 19 out 2006 | Kitt Peak    | Spacewatch          | —         | MPC                           |
| 348976     | 2006 UJ116 | 19 out 2006 | Kitt Peak    | Spacewatch          | —         | MPC                           |
| 348977     | 2006 UF117 | 11 out 2006 | Kitt Peak    | Spacewatch          | —         | MPC                           |
| 348978     | 2006 UL117 | 19 out 2006 | Kitt Peak    | Spacewatch          | —         | MPC                           |
| 348979     | 2006 UM119 | 26 set 2006 | Mount Lemmon | Mount Lemmon Survey | —         | MPC                           |
| 348980     | 2006 UQ119 | 19 out 2006 | Kitt Peak    | Spacewatch          | —         | MPC                           |
| 348981     | 2006 UQ128 | 19 out 2006 | Kitt Peak    | Spacewatch          | —         | MPC                           |
| 348982     | 2006 UB139 | 19 out 2006 | Kitt Peak    | Spacewatch          | —         | MPC                           |
| 348983     | 2006 UF159 | 21 out 2006 | Mount Lemmon | Mount Lemmon Survey | —         | MPC                           |
| 348984     | 2006 UK160 | 21 out 2006 | Mount Lemmon | Mount Lemmon Survey | Brangane  | MPC                           |
| 348985     | 2006 UM164 | 2 out 2006  | Mount Lemmon | Mount Lemmon Survey | —         | MPC                           |
| 348986     | 2006 UK170 | 21 out 2006 | Mount Lemmon | Mount Lemmon Survey | —         | MPC                           |
| 348987     | 2006 UY173 | 23 out 2006 | Catalina     | CSS                 | —         | MPC                           |
| 348988     | 2006 UB180 | 16 out 2006 | Catalina     | CSS                 | —         | MPC                           |
| 348989     | 2006 UB183 | 17 out 2006 | Catalina     | CSS                 | —         | MPC                           |
| 348990     | 2006 UJ184 | 19 out 2006 | Catalina     | CSS                 | —         | MPC                           |
| 348991     | 2006 UD185 | 23 out 2006 | Catalina     | CSS                 | —         | MPC                           |
| 348992     | 2006 UP189 | 17 set 2006 | Catalina     | CSS                 | —         | MPC                           |
| 348993     | 2006 UT189 | 19 out 2006 | Catalina     | CSS                 | —         | MPC                           |
| 348994     | 2006 UM190 | 19 out 2006 | Catalina     | CSS                 | —         | MPC                           |
| 348995     | 2006 UA191 | 19 out 2006 | Catalina     | CSS                 | —         | MPC                           |
| 348996     | 2006 UR194 | 20 out 2006 | Kitt Peak    | Spacewatch          | —         | MPC                           |
| 348997     | 2006 UP197 | 20 out 2006 | Kitt Peak    | Spacewatch          | —         | MPC                           |
| 348998     | 2006 UV203 | 22 out 2006 | Palomar      | NEAT                | —         | MPC                           |
| 348999     | 2006 UR220 | 17 out 2006 | Kitt Peak    | Spacewatch          | —         | MPC                           |
| 349000     | 2006 UU240 | 23 out 2006 | Mount Lemmon | Mount Lemmon Survey | —         | MPC                           |